# Nécropole royale de la basilique de Saint-Denis

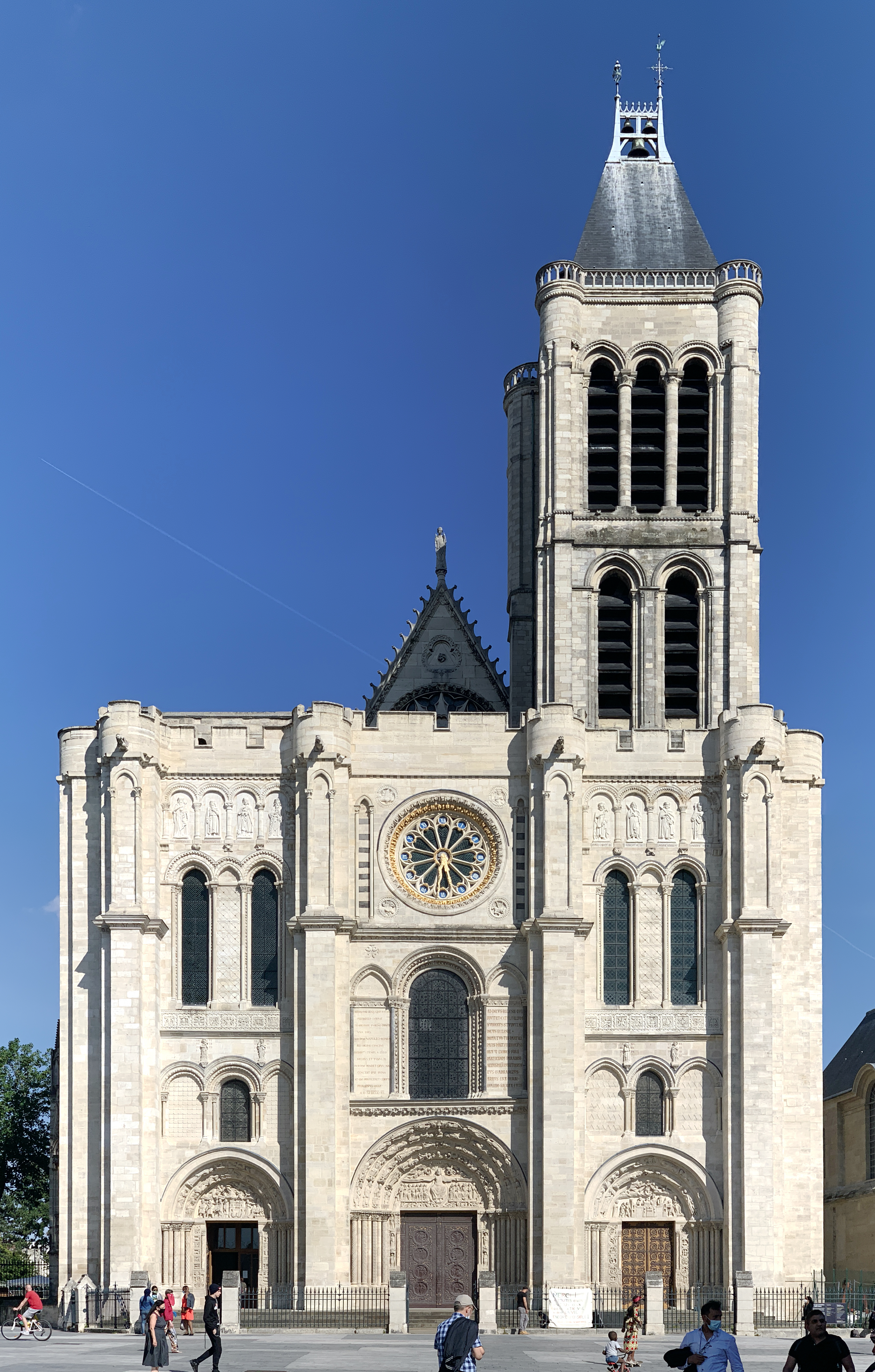
Façade de la basilique Saint-Denis.

La nécropole royale de la basilique de Saint-Denis abrite les tombes de nombreux souverains francs et français, depuis Dagobert Ier jusqu'à Louis XVIII. Cette nécropole se trouve dans la basilique Saint-Denis au nord de Paris dans le département français de Seine-Saint-Denis en région Île-de-France.
Si quelques rois mérovingiens puis carolingiens y établirent leur dernier séjour, c'est avec les Robertiens et les Capétiens, que la nécropole royale installée dans l'église de Saint-Denis acquiert son statut définitif de lieu de rassemblement des sépultures royales.
Ainsi, les rois capétiens, à l'exception de Philippe Ier (Abbaye de Saint-Benoît-sur-Loire), Louis VII le Jeune (Abbaye de Barbeau), Louis XI (Basilique Notre-Dame de Cléry), Charles X (couvent de Kostanjevica) et Louis-Philippe Ier (chapelle royale Saint-Louis de Dreux), y reposent tous.
Progressivement, la nécropole reçut les sépultures, non seulement des rois et reines, mais aussi des membres de la famille royale, ainsi que de grands serviteurs du royaume que les rois voulaient honorer en les autorisant à reposer auprès d'eux.

## Origine de la nécropole royale
Dès le Bas-Empire, un cimetière gallo-romain est attesté sur le site de Saint-Denis. Au IVe siècle, un mausolée fut élevé à l'emplacement du maître-autel actuel et fit déjà l'objet d'un culte. Puis, vers 475, sainte Geneviève acheta les terres alentour et fit construire une église. Cette église est devenue une nécropole royale dès les origines de la royauté française puisque la reine Arégonde, bru de Clovis Ier, y repose.

## Personnalités inhumées à Saint-Denis

### Rois et reines de France inhumés à Saint-Denis

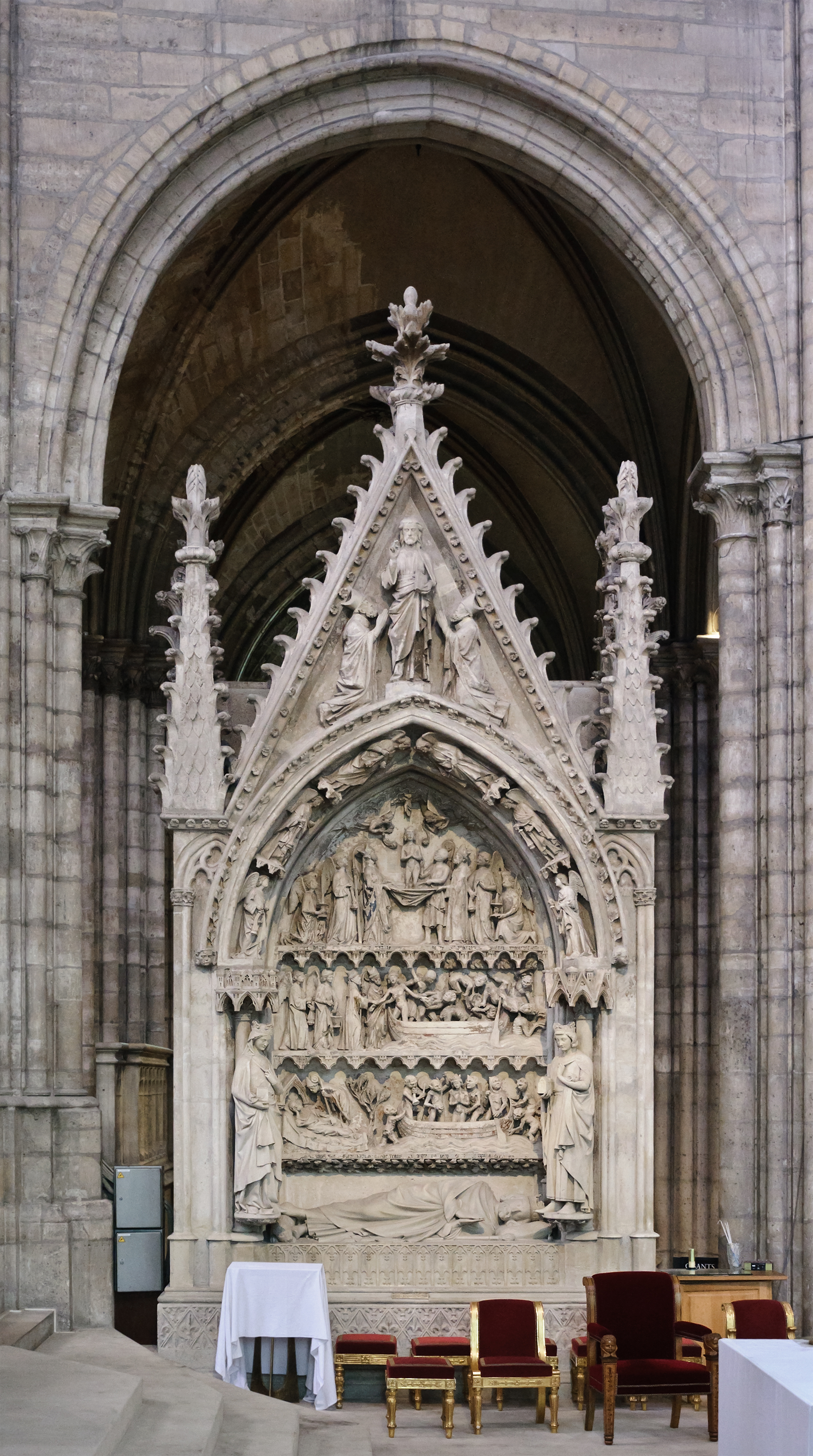
Monument funéraire de Dagobert Ier.

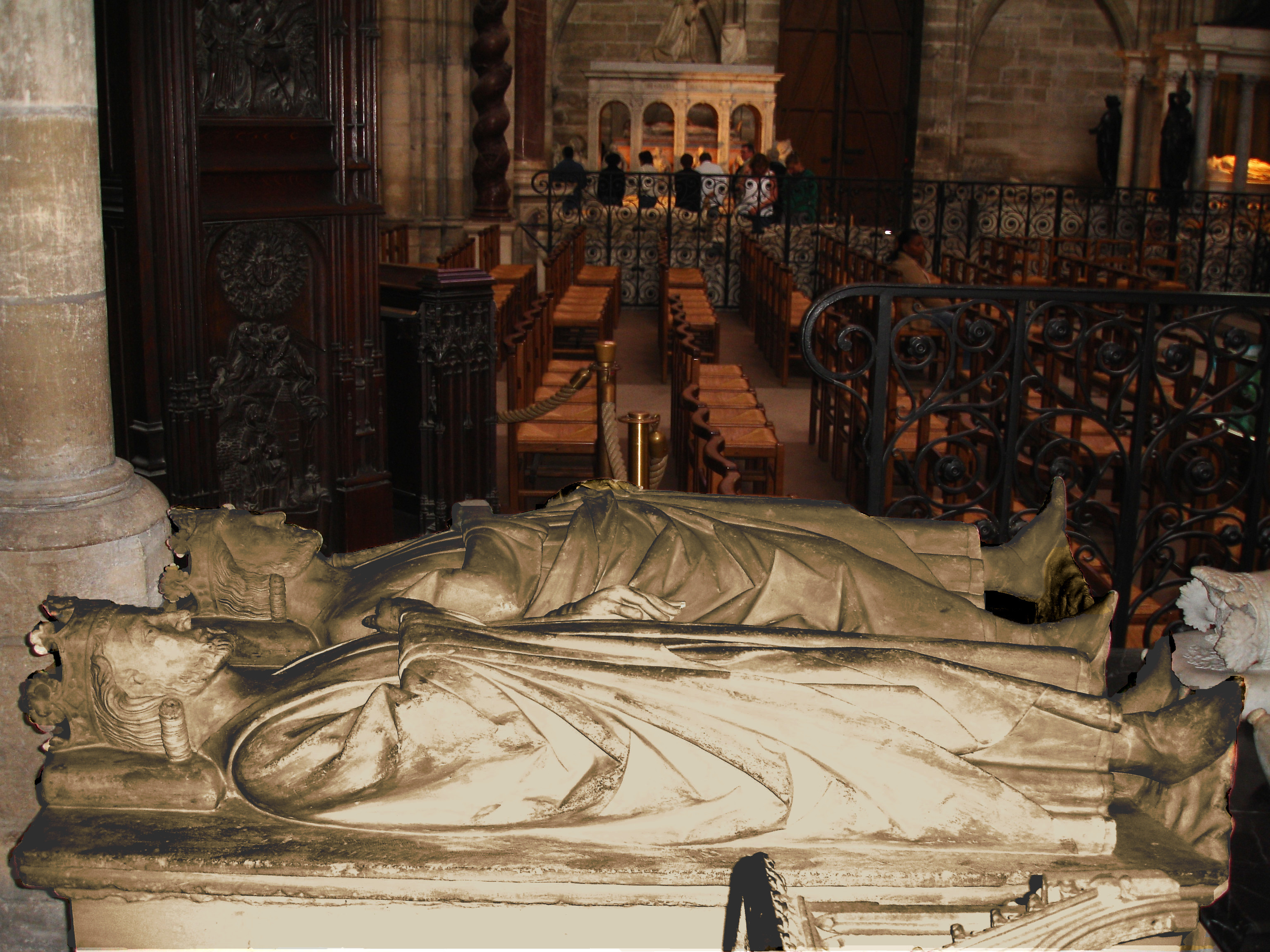
Gisants de Clovis II (au premier plan) et de Charles Martel (au second plan.

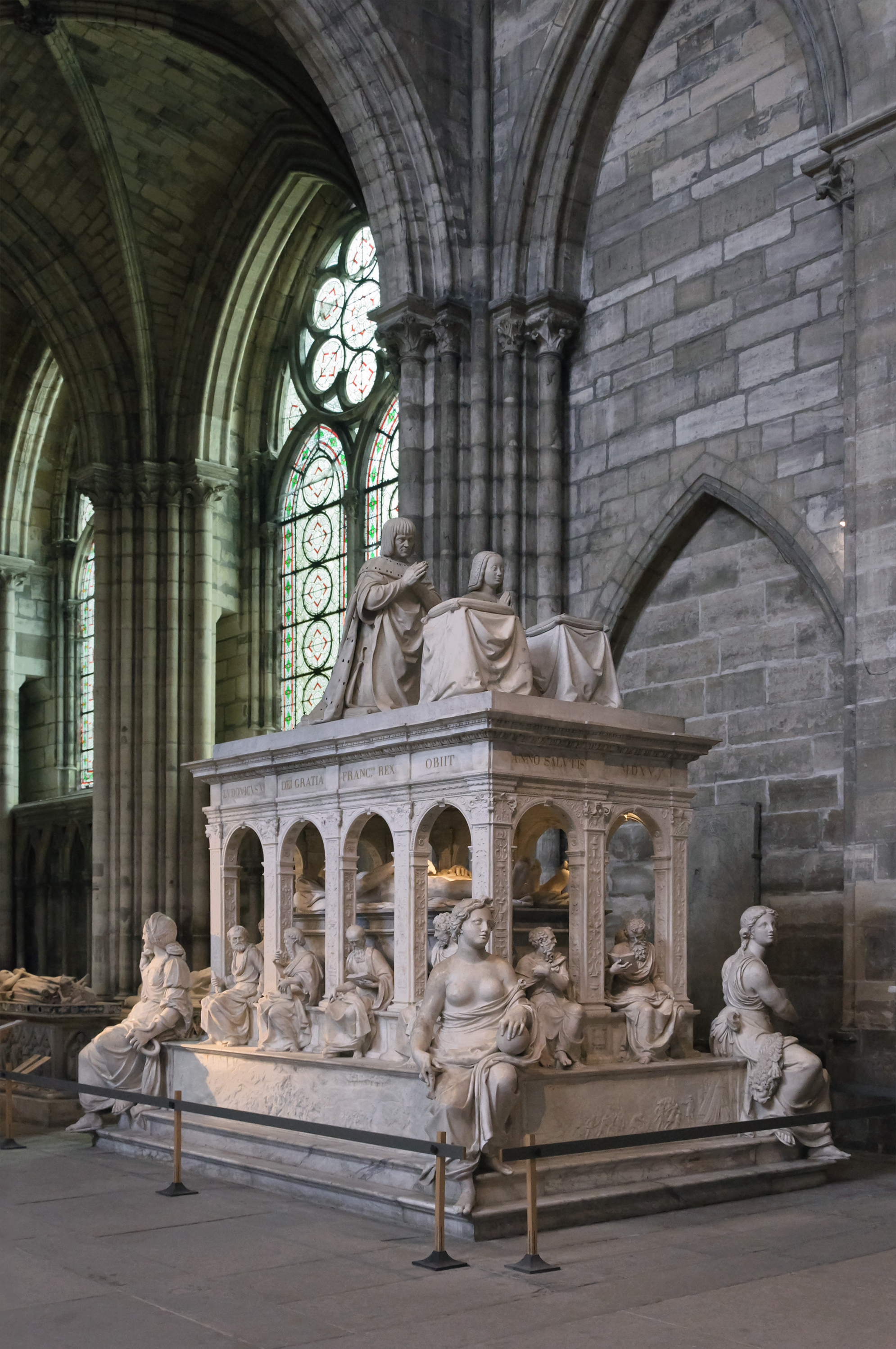
Monument funéraire de Louis XII et d'Anne de Bretagne.

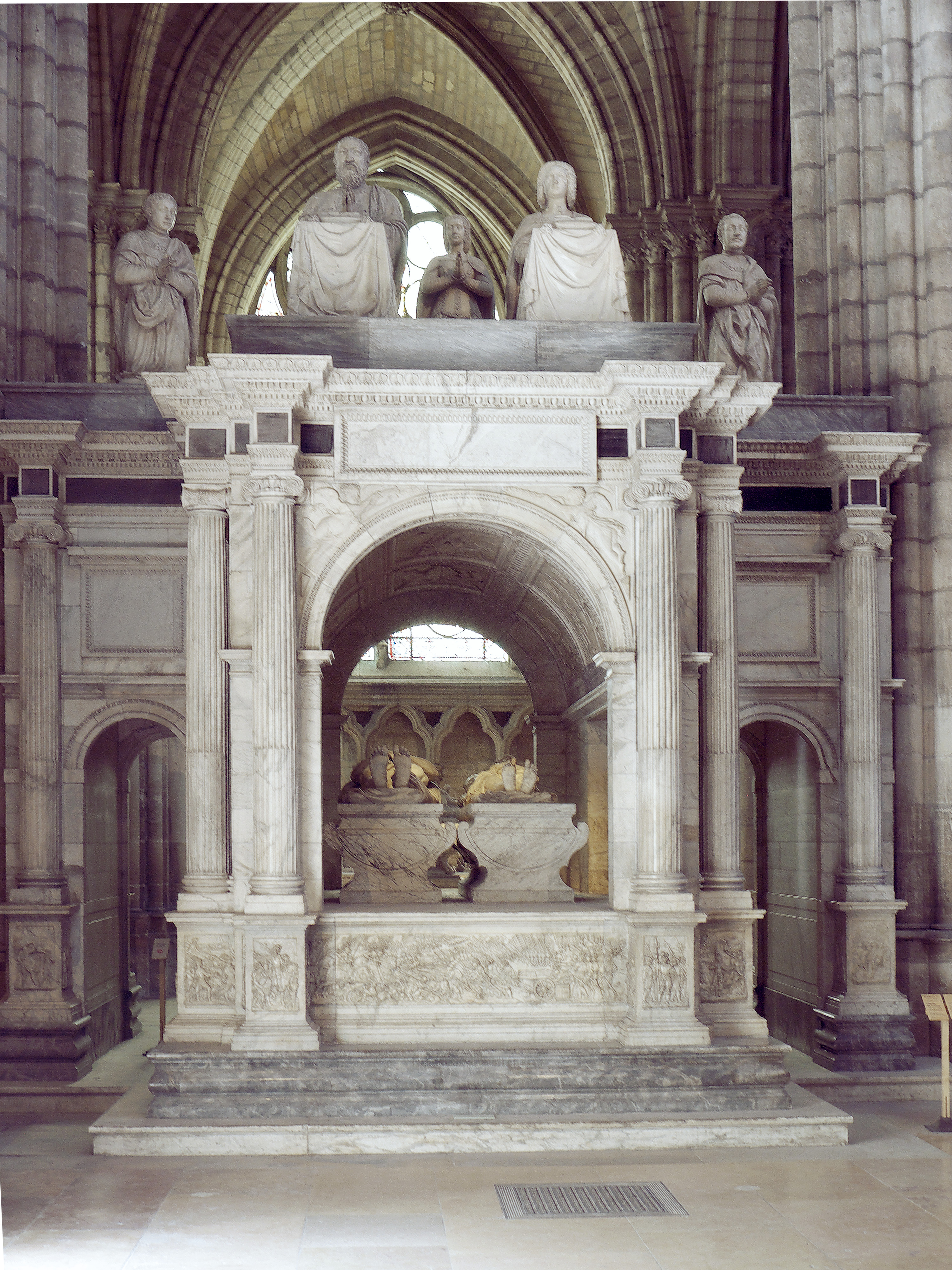
Monument funéraire de François Ier et de Claude de France.

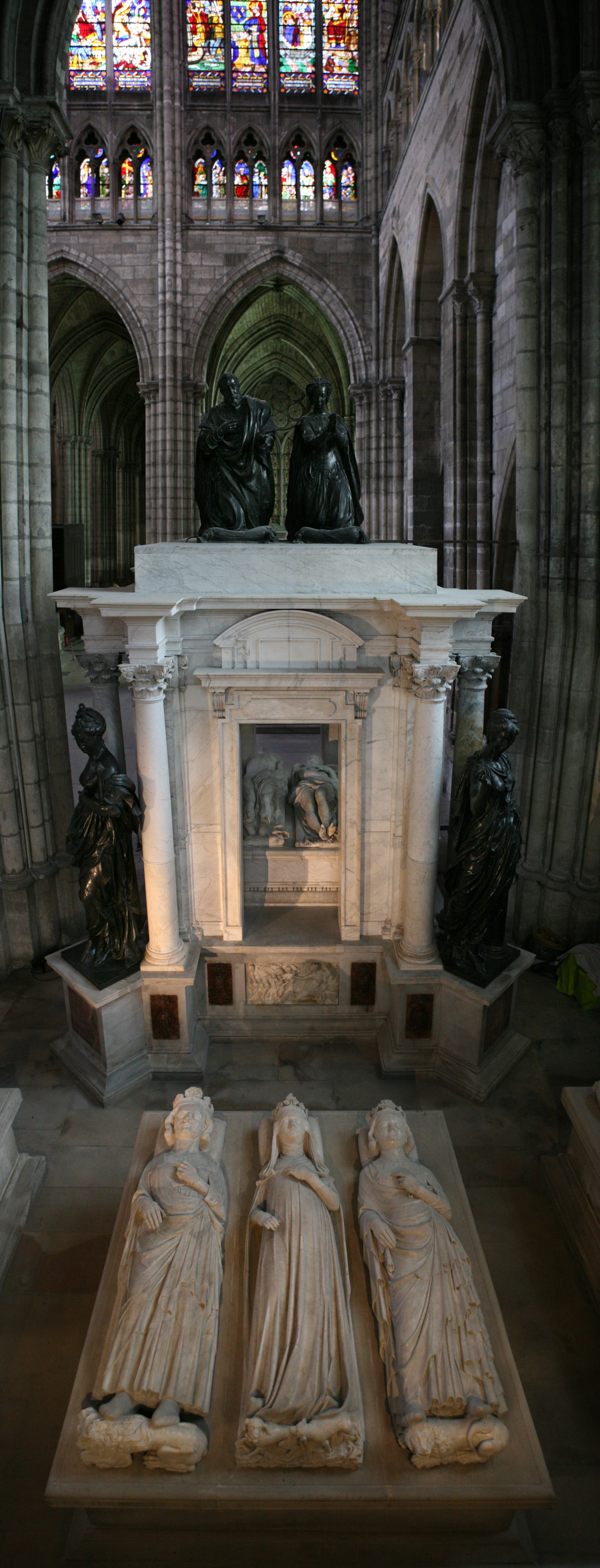
Monument funéraire d'Henri II et de Catherine de Médicis (en arrière-plan) et, au premier plan, gisants de Philippe V (à gauche), de Jeanne d'Évreux (au centre) et Charles IV le Bel (à droite).

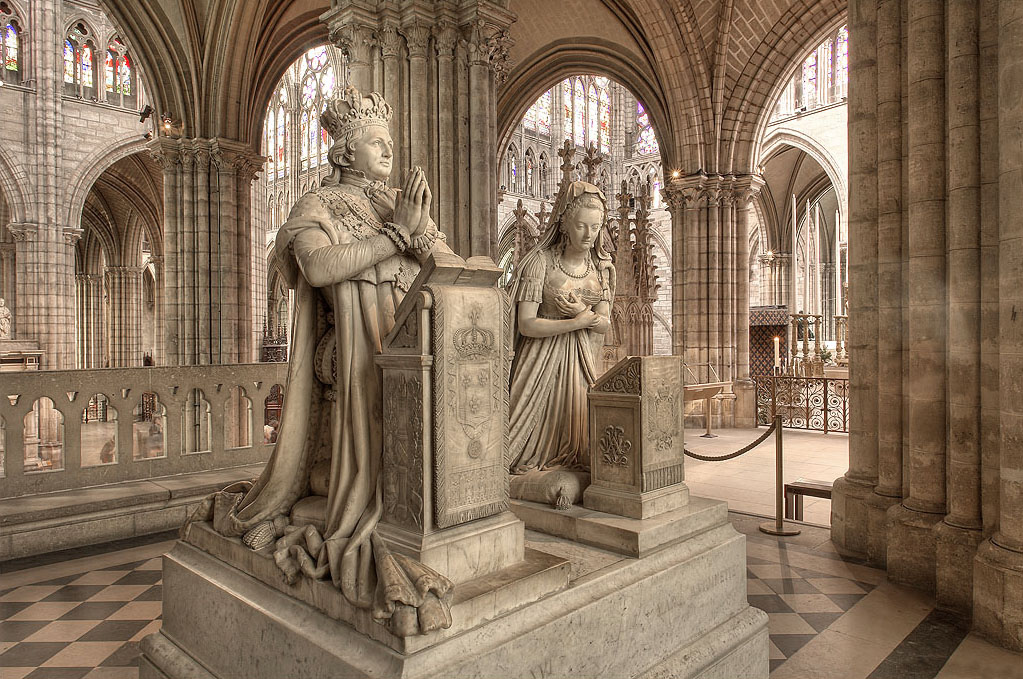
Sculptures à la mémoire de Louis XVI et de Marie-Antoinette d'Autriche dans la basilique (réalisés par Edme Gaulle et Pierre Petitot, 1830).

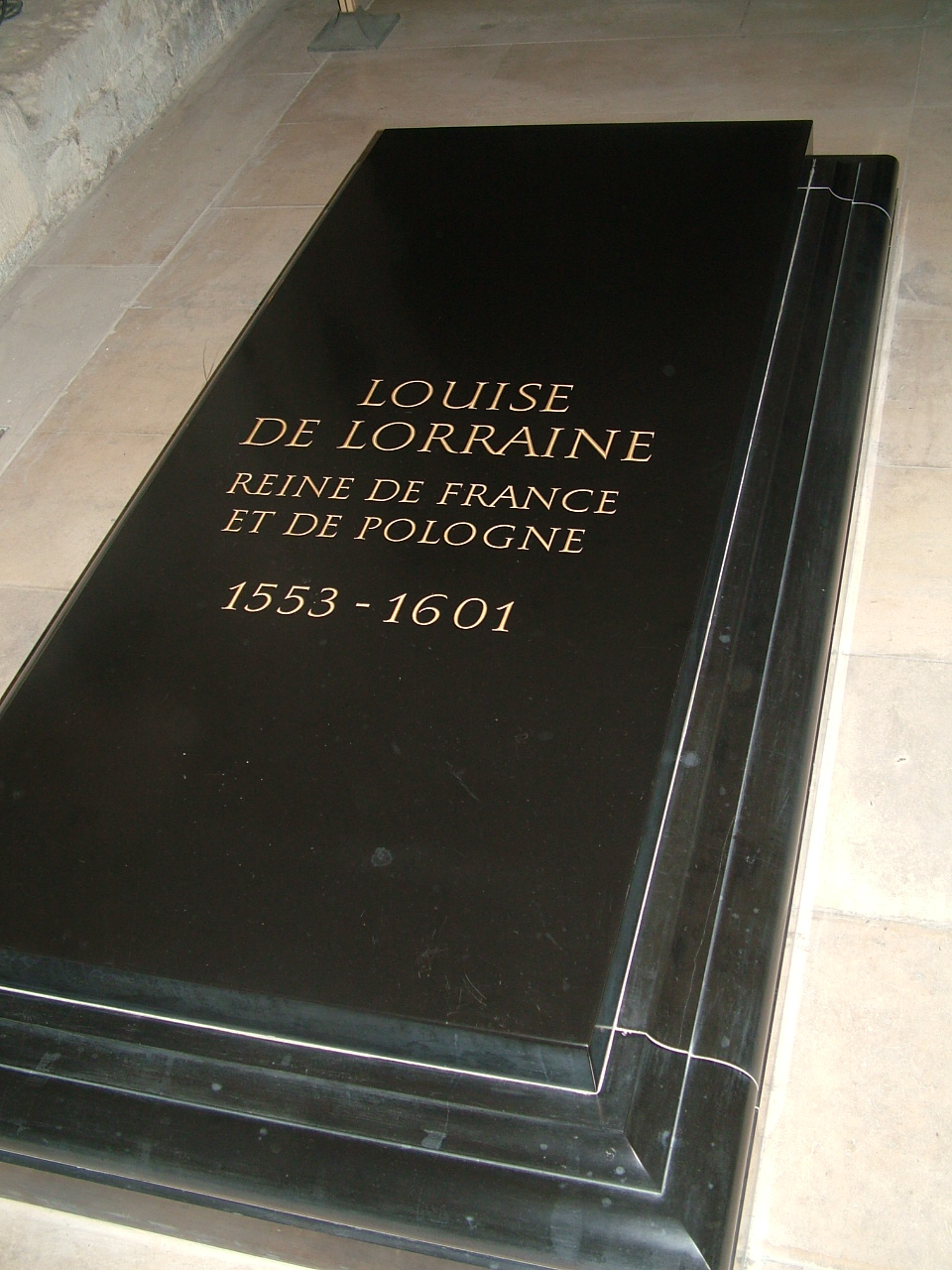
Tombe de Louise de Lorraine-Vaudémont.

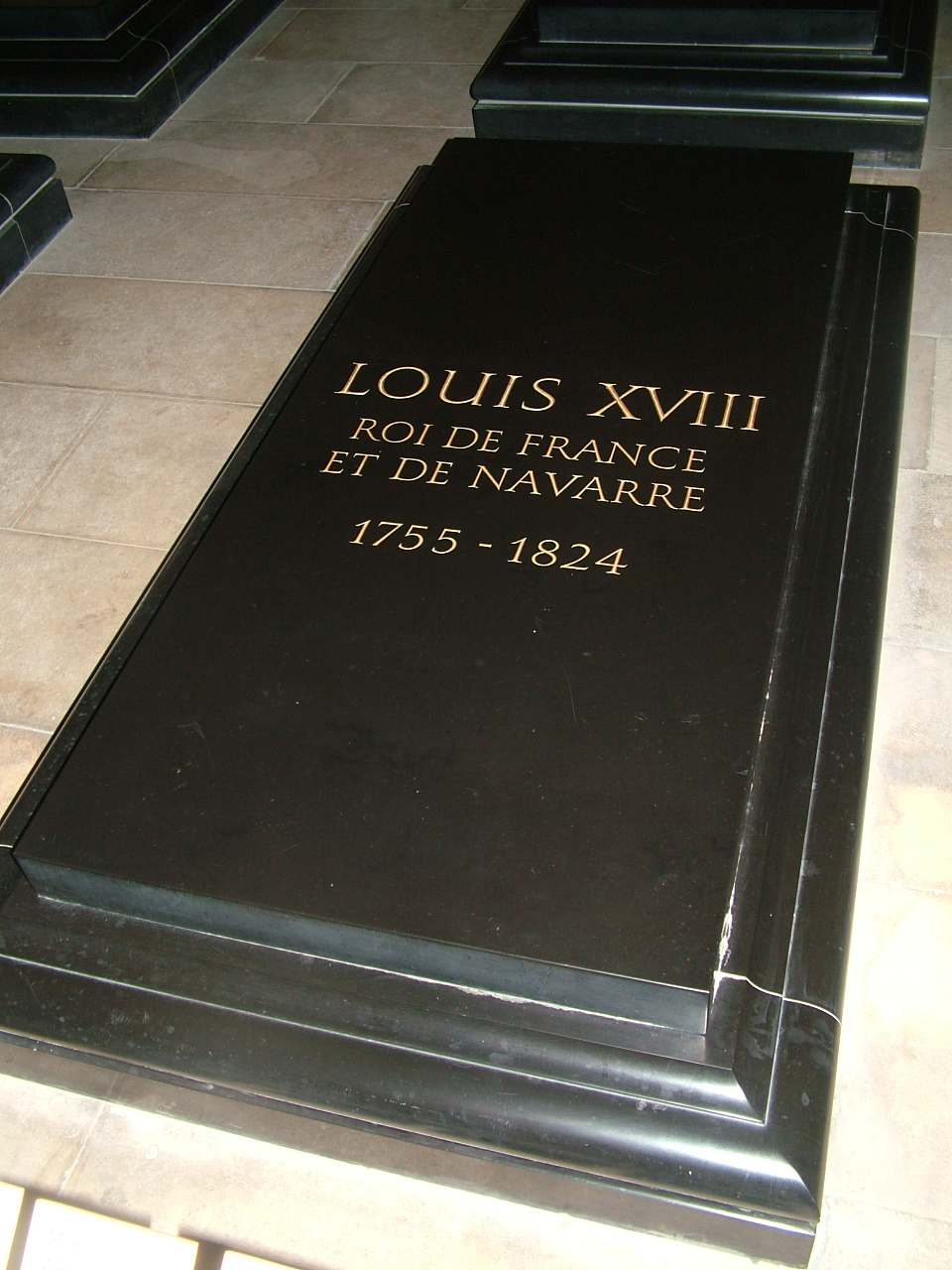
Tombe de Louis XVIII.

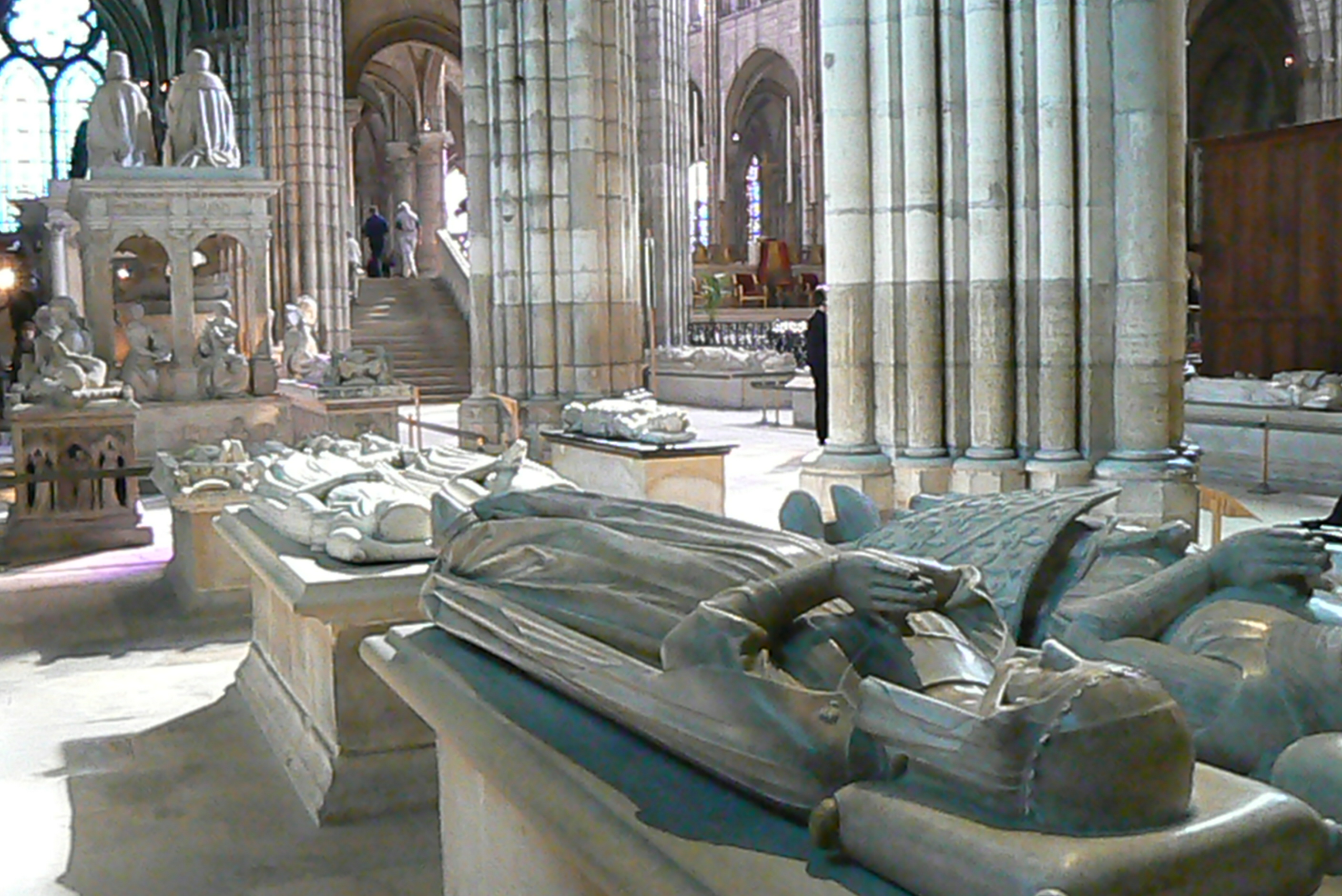
Vue des gisants de la nécropole royale.

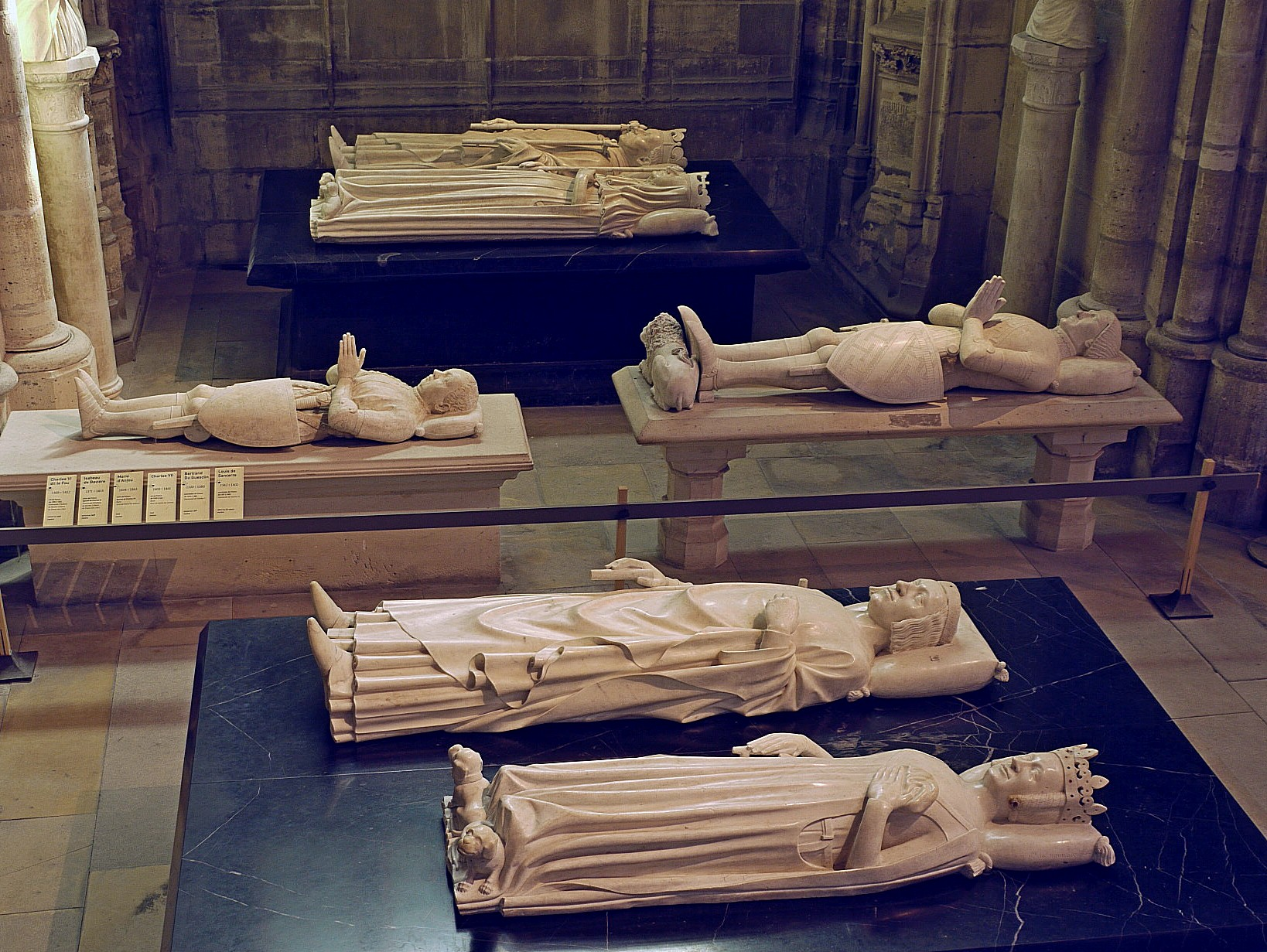
Vue des gisants de la nécropole royale.

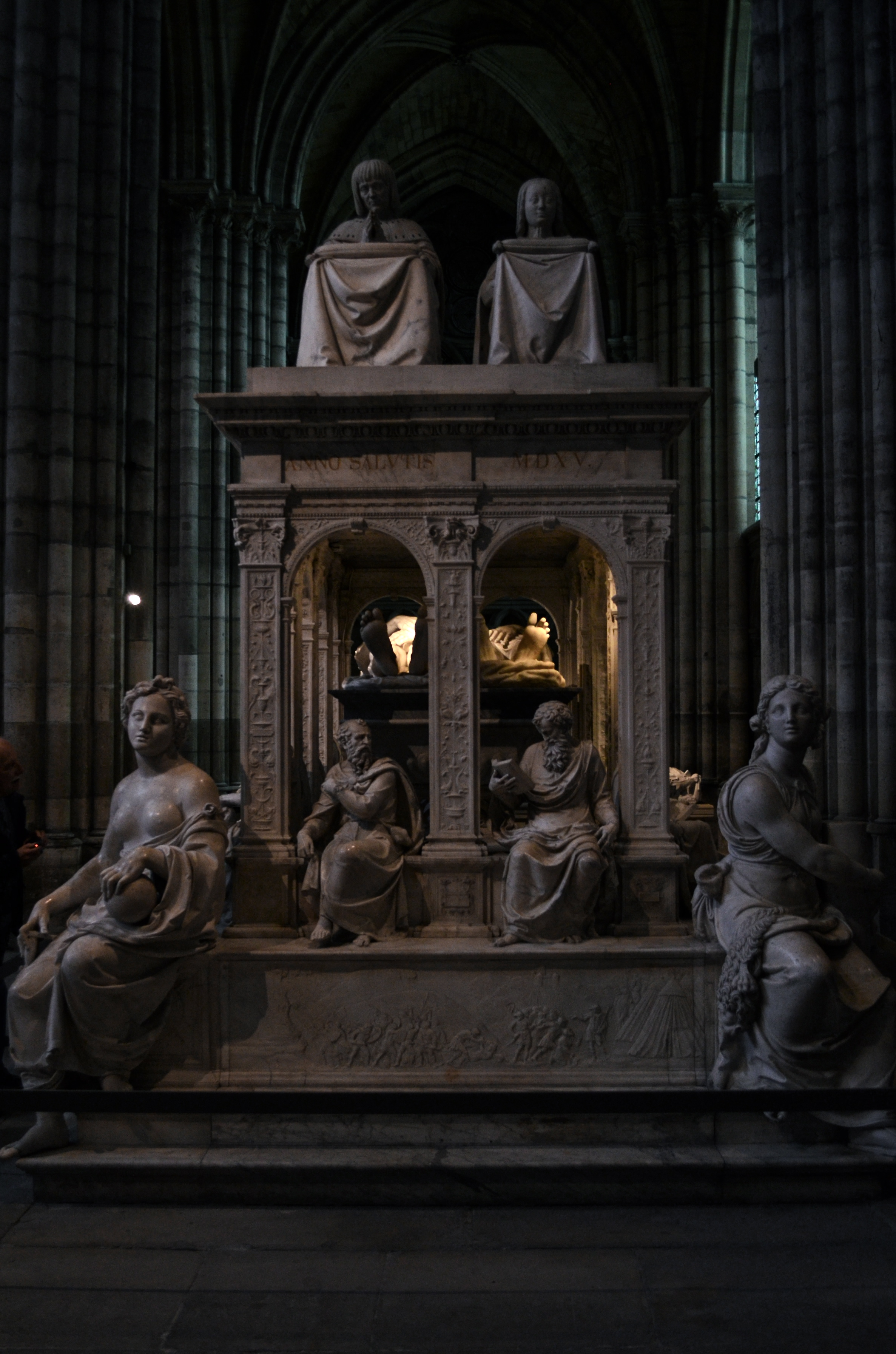
Monument funéraire d'Anne de Bretagne et de Louis XII.

1. Arégonde, reine des Francs (vers 515 – vers 575), quatrième épouse de Clotaire Ier.
2. Dagobert Ier, roi des Francs (vers 602/605 – 19 janvier 638/639), fils de Clotaire II et de Bertrude.
3. Nantilde, reine des Francs (vers 610 – 642), seconde épouse de Dagobert Ier.
4. Clovis II, roi des Francs de Neustrie et des Burgondes (635 – 31 octobre 657), fils de Dagobert Ier et de Nantilde.
5. Pépin le Bref, roi des Francs, maire du palais de Neustrie (715 – 24 septembre 768), fils de Charles Martel et de Rotrude.
6. Bertrade de Laon, reine des Francs (720 – 12 juillet 783), épouse de Pépin le Bref.
7. Carloman Ier, roi des Francs (751 – 4 décembre 771), fils de Pépin le Bref et de Bertrade de Laon.
8. Charles II le Chauve, roi des Francs, empereur d'Occident (13 juin 823 – 6 octobre 877), fils de Louis le Pieux et de Judith de Bavière.
9. Ermentrude d'Orléans, reine des Francs (27 septembre 830 – 6 octobre 869), première épouse de Charles II le Chauve.
10. Louis III, roi des Francs (vers 864 – 5 août 882), fils de Louis II le Bègue et d'Ansgarde de Bourgogne.
11. Carloman II, roi des Francs (vers 867 – 6 décembre 884), fils de Louis II le Bègue et d'Ansgarde de Bourgogne.
12. Eudes, roi des Francs (vers 852 – 3 janvier 898), fils de Robert le Fort et d'une femme inconnue.
13. Hugues Capet, roi des Francs (vers 939 – 24 octobre 996), fils d'Hugues le Grand et d'Hedwige de Saxe.
14. Robert II le Pieux, roi des Francs (vers 972 – 20 juillet 1031), fils d'Hugues Capet et d'Adélaïde d'Aquitaine.
15. Constance d'Arles, reine des Francs (vers 986 – 25 juillet 1032), troisième épouse de Robert II le Pieux.
16. Henri Ier, roi des Francs (vers 1010 – 4 août 1060), fils de Robert II le Pieux et de Constance d'Arles.
17. Louis VI le Gros, roi des Francs (1er décembre 1081 – 1er août 1137), fils de Philippe Ier de France et de Berthe de Hollande.
18. Louis VII le Jeune, roi des Francs (1120 – 18 septembre 1180), fils de Louis VI le Gros et d'Adélaïde de Savoie. Inhumé dans l'abbaye de Barbeau près de Fontainebleau, il fut ré-inhumé dans le 30 juin 1817 dans la nécropole royale par ordre de Louis XVIII
19. Constance de Castille, reine des Francs (vers 1136 – 4 octobre 1160), seconde épouse de Louis VII le Jeune.
20. Philippe II Auguste, roi de France (21 août 1165 – 14 juillet 1223), fils de Louis VII le Jeune et d'Adèle de Champagne.
21. Louis VIII le Lion, roi de France (5 septembre 1187 – 8 novembre 1226), fils de Philippe II Auguste et d'Isabelle de Hainaut.
22. Louis IX, roi de France (25 avril 1214 – 25 août 1270), fils de Louis VIII le Lion et de Blanche de Castille.
23. Marguerite de Provence, reine de France (1221 – 20 décembre 1295), épouse de Louis IX.
24. Philippe III le Hardi, roi de France (1er mai 1245 – 5 octobre 1285), fils de Louis IX et de Marguerite de Provence.
25. Isabelle d'Aragon, reine de France (1247 – 28 janvier 1271), première épouse de Philippe III le Hardi.
26. Philippe IV le Bel, roi de France, roi de Navarre (avril/juin 1268 – 29 novembre 1314), fils de Philippe III le Hardi et d'Isabelle d'Aragon.
27. Louis X, roi de France, roi de Navarre (4 octobre 1289 – 5 juin 1316), fils de Philippe IV le Bel et de Jeanne Ire de Navarre.
28. Jean Ier le Posthume, roi de France, roi de Navarre (14 novembre 1316 – 19 novembre 1316), fils de Louis X et de Clémence de Hongrie.
29. Philippe V le Long, roi de France, roi de Navarre (1293 – 3 janvier 1322), fils de Philippe IV le Bel et de Jeanne Ire de Navarre.
30. Charles IV le Bel, roi de France, roi de Navarre (15 juin 1294 – 1er février 1328), fils de Philippe IV le Bel et de Jeanne Ire de Navarre.
31. Jeanne d'Évreux, reine de France (vers 1310 – 4 mars 1371), troisième épouse de Charles IV le Bel.
32. Philippe VI de Valois, roi de France (1293 – 22 août 1350), fils de Charles de Valois et de Marguerite d'Anjou.
33. Jeanne de Bourgogne, comtesse de Valois, reine de France (vers 1293 – 12 décembre 1349), première épouse de Philippe VI de Valois.
34. Blanche de Navarre, reine de France (1331 – 5 octobre 1398), seconde épouse de Philippe VI de Valois.
35. Jean II le Bon, roi de France (26 avril 1319 – 8 avril 1364), fils de Philippe VI de Valois et de Marguerite d'Anjou.
36. Jeanne Ire d'Auvergne, comtesse d'Auvergne et de Boulogne, reine de France (8 mai 1326 – 29 septembre 1360), seconde épouse de Jean II le Bon.
37. Charles V le Sage, roi de France (21 janvier 1338 – 16 septembre 1380), fils de Jean II le Bon et de Jeanne de Bourgogne.
38. Jeanne de Bourbon, reine de France (3 février 1338 – 6 février 1378), épouse de Charles V le Sage.
39. Charles VI le Bien-Aimé, roi de France (3 décembre 1368 – 21 octobre 1422), fils de Charles V le Sage et de Jeanne de Bourbon.
40. Isabeau de Bavière, reine de France (1371 – 24 septembre 1435), épouse de Charles VI le Bien-Aimé.
41. Charles VII, roi de France (22 février 1403 – 22 juillet 1461), fils de Charles VI le Bien-Aimé et d'Isabeau de Bavière.
42. Marie d'Anjou, reine de France (14 octobre 1404 – 29 novembre 1463), épouse de Charles VII.
43. Charles VIII, roi de France, roi de Naples (30 juin 1470 – 7 avril 1498), fils de Louis XI et de Charlotte de Savoie.
44. Louis XII, roi de France, roi de Naples, duc de Milan, duc d'Orléans (27 juin 1462 – 1er janvier 1515), fils de Charles Ier d'Orléans et de Marie de Clèves.
45. Anne de Bretagne, duchesse de Bretagne, reine de France (25 janvier 1477 – 9 janvier 1514), fille de François II de Bretagne et de Marguerite de Foix, épouse de Maximilien d'Autriche puis de Charles VIII et enfin seconde épouse de Louis XII.
46. François Ier de France, roi de France, duc de Milan (12 septembre 1494 – 31 mars 1547), fils de Charles d'Orléans et de Louise de Savoie.
47. Claude de France, duchesse de Bretagne, reine de France (13 octobre 1499 – 20 juillet 1524), fille de Louis XII et d'Anne de Bretagne, première épouse de François Ier de France.
48. Henri II, roi de France, duc de Bretagne (31 mars 1519 – 10 juillet 1559), fils de François Ier de France et de Claude de France.
49. Catherine de Médicis, reine de France, régente de France (13 avril 1519 – 5 janvier 1589), épouse d'Henri II.
50. François II, roi de France, roi d'Écosse jure uxoris (19 janvier 1544 – 5 décembre 1560), fils d'Henri II et de Catherine de Médicis.
51. Charles IX, roi de France, duc d'Orléans (27 juin 1550 – 30 mai 1574), fils d'Henri II et de Catherine de Médicis.
52. Henri III, roi de France, roi de Pologne et grand-duc de Lituanie (19 septembre 1551 – 2 août 1589), fils d'Henri II et de Catherine de Médicis.
53. Louise de Lorraine-Vaudémont, reine de France (30 avril 1553 – 29 janvier 1601), épouse d'Henri III. Inhumée au couvent des Capucines à Paris, elle fut ré-inhumée le 16 janvier 1817 dans la nécropole royale par ordre de Louis XVIII
54. Henri IV, roi de France, roi de Navarre (13 décembre 1533 – 14 mai 1610), fils d'Antoine de Bourbon et de Jeanne d'Albret.
55. Marguerite de France, reine de France et de Navarre (14 mai 1553 – 27 mars 1615), fille d'Henri II et de Catherine de Médicis, première épouse d'Henri IV.
56. Marie de Médicis, reine de France et de Navarre, régente de France (27 avril 1575 – 3 juillet 1642), seconde épouse d'Henri IV.
57. Louis XIII, roi de France et de Navarre (27 septembre 1601 – 14 mai 1643), fils d'Henri IV et de Marie de Médicis.
58. Anne d'Autriche, reine de France et de Navarre, régente de France (22 septembre 1601 – 20 janvier 1666), épouse de Louis XIII.
59. Louis XIV, roi de France et de Navarre (5 septembre 1638 – 1er septembre 1715), fils de Louis XIII et d'Anne d'Autriche.
60. Marie-Thérèse d'Autriche, reine de France et de Navarre, régente de France (10 septembre 1638 – 30 juillet 1683), première épouse de Louis XIV.
61. Louis XV, roi de France et de Navarre (15 février 1710 – 10 mai 1774), fils de Louis de France et de Marie-Adélaïde de Savoie.
62. Marie Leszczynska, reine de France et de Navarre (23 juin 1703 – 24 juin 1768), épouse de Louis XV.
63. Louis XVI, roi de France et de Navarre puis roi des Français (23 août 1754 – 21 janvier 1793), fils de Louis de France et de Marie-Josèphe de Saxe. Inhumé au cimetière de la Madeleine à Paris, il fut ré-inhumé le 21 janvier 1815 dans la nécropole royale par ordre de Louis XVIII
64. Marie-Antoinette d'Autriche, reine de France et de Navarre puis reine des Français (2 novembre 1755 – 16 octobre 1793), épouse de Louis XVI. Inhumée au cimetière de la Madeleine à Paris, elle fut ré-inhumée le 21 janvier 1815 dans la nécropole royale par ordre de Louis XVIII
65. Louis XVII, dauphin de France puis prince royal de France puis prétendant aux trônes de France et de Navarre (27 mars 1785 – 8 juin 1795), fils de Louis XVI et de Marie-Antoinette d'Autriche. (Cœur uniquement, son corps se trouve dans une fosse commune du cimetière Sainte-Marguerite à Paris)
66. Louis XVIII, roi de France et de Navarre (17 novembre 1755 – 16 septembre 1824), fils de Louis de France et de Marie-Josèphe de Saxe.

### Princes et princesses inhumés à Saint-Denis
1. Charles Martel, duc d'Austrasie et des Francs, maire du palais (vers 690 – 22 octobre 741), fils de Pépin de Herstal et d'Alpaïde.
2. Hugues le Grand, comte de Paris, marquis de Neustrie, duc des Francs, comte d'Auxerre (vers 898 – 16 juin 956), fils de Robert Ier de France et de Béatrice de Vermandois, père d'Hugues Capet.
3. Philippe, roi des Francs conjointement avec son père (29 août 1116 – 13 octobre 1131), fils de Louis VI de France et d'Adèlaïde de Savoie.
4. Philippe Hurepel, comte de Clermont, de Boulogne, d'Aumale et de Dammartin (juillet 1201 – 19 juillet 1234), fils de Philippe II de France et d'Agnès de Méranie.
5. Alphonse, comte de Poitiers, de Saintonge, d'Auvergne et de Toulouse (11 novembre 1220 – 21 août 1271), fils de Louis VIII de France et de Blanche de Castille.
6. Philippe Dagobert (20 février 1223 – 1232), fils de Louis VIII de France et de Blanche de Castille.
7. Blanche (4 décembre 1240 – 29 avril 1243), fille de Louis IX de France et de Marguerite de Provence.
8. Jean (mai 1247 – 10 mars 1248), fils de Louis IX de France et de Marguerite de Provence.
9. Jeanne II, reine de Navarre (28 janvier 1311 – 6 octobre 1349), fille de Louis X de France et de Marguerite de Bourgogne, épouse de Philippe III de Navarre.
10. Marguerite Ire, fille de France, comtesse de Bourgogne et d'Artois (1309 – 9 mai 1382), fille de Philippe V de France et de Jeanne II de Bourgogne.
11. Marie, fille de France (19 juin 1327 – 6 octobre 1341), fille de Charles IV de France et de Jeanne d'Évreux.
12. Blanche, fille de France, duchesse d'Orléans (1er avril 1328 – 8 février 1393), fille de Charles IV de France et de Jeanne d'Évreux.
13. Jeanne, fille de France (mai 1351 – 16 septembre 1371), fille de Philippe VI de France et de Blanche de Navarre.
14. Jean, dauphin de Viennois (7 juin 1366 – 21 décembre 1366), fils de Charles V de France et de Jeanne de Bourbon.
15. Isabelle, fille de France (24 juillet 1373 – 13 février 1378), fille de Charles V de France et de Jeanne de Bourbon.
16. Charles, dauphin de Viennois (25 septembre 1386 – 28 décembre 1386), fils de Charles VI de France et d'Isabeau de Bavière.
17. Charles, dauphin de Viennois, duc de Guyenne (6 février 1392 – 13 janvier 1401), fils de Charles VI de France et d'Isabeau de Bavière.
18. Louis, dauphin de Viennois, duc de Guyenne (22 janvier 1397 – 18 décembre 1415), fils de Charles VI de France et d'Isabeau de Bavière.
19. Philippe, fils de France (mort-né le 10 novembre 1407), fils de Charles VI de France et d'Isabeau de Bavière.
20. Louise de Savoie, comtesse d'Angoulême (11 septembre 1476 – 22 septembre 1531), épouse de Charles d'Orléans, mère de François Ier de France.
21. Louise, fille de France (19 août 1515 – 21 septembre 1518), fille de François Ier de France et de Claude de France.
22. Charlotte, fille de France(23 octobre 1516 – 18 septembre 1524), fille de François Ier de France et de Claude de France.
23. François, dauphin de Viennois, duc de Bretagne (28 février 1518 – 10 août 1536), fils de François Ier de France et de Claude de France.
24. Charles, fils de France, duc d'Angoulême, d'Orléans et de Bourbon (22 janvier 1522 – 9 septembre 1545), fils de François Ier de France et de Claude de France.
25. Louis, fils de France, duc d'Orléans (3 février 1549 – 24 octobre 1550), fils d'Henri II de France et de Catherine de Médicis.
26. François, fils de France, duc d'Alençon, d'Anjou et de Touraine (18 mars 1555 – 10 juin 1584), fils d'Henri II de France et de Catherine de Médicis.
27. Jeanne, fille de France (mort-née le 24 juin 1556), fille d'Henri II de France et de Catherine de Médicis.
28. Victoire, fille de France, (24 juin 1556 – 17 août 1556), fille d'Henri II de France et de Catherine de Médicis.
29. Marie-Élisabeth, fille de France (27 octobre 1572 – 2 avril 1578), fille de Charles IX de France et d'Élisabeth d'Autriche.
30. Monsieur d'Orléans, dit Nicolas (16 avril 1607 – 17 novembre 1611), fils d'Henri IV de France et de Marie de Médicis.
31. Gaston, fils de France, duc d'Orléans (24 avril 1608 – 2 février 1660), fils d'Henri IV de France et de Marie de Médicis.
32. Marie de Bourbon-Montpensier, duchesse de Montpensier, duchesse d’Orléans (15 octobre 1605 – 4 juin 1627), première épouse de Gaston de France.
33. Marguerite de Lorraine, duchesse d’Orléans (22 juillet 1615 – 13 avril 1672), seconde épouse de Gaston de France.
34. Anne-Marie-Louise d'Orléans, petite-fille de France, duchesse de Montpensier (29 mai 1627 – 5 avril 1693), fille de Gaston de France et de Marie de Bourbon-Montpensier.
35. Jean Gaston d'Orléans, petit-fils de France, duc de Valois (17 août 1650 – 10 août 1652), fils de Gaston de France et de Marguerite de Lorraine.
36. Marie Anne d'Orléans, petite-fille de France (9 novembre 1652 – 17 août 1656), fille de Gaston de France et de Marguerite de Lorraine.
37. Henriette-Marie de France, reine d'Angleterre, d'Écosse et d'Irlande (26 novembre 1609 – 10 septembre 1669), fille d'Henri IV de France et de Marie de Médicis, épouse de Charles Ier d'Angleterre.
38. Philippe d'Orléans, fils de France, duc d'Anjou, duc d'Orléans (21 septembre 1640 – 9 juin 1701), fils de Louis XIII de France et d'Anne d'Autriche.
39. Henriette d'Angleterre, duchesse d’Orléans (16 juin 1644 – 30 juin 1670), première épouse de Philippe d'Orléans.
40. Élisabeth-Charlotte de Bavière, duchesse d’Orléans (27 mai 1652 – 8 décembre 1722), seconde épouse de Philippe d'Orléans.
41. Philippe-Charles d'Orléans, petit-fils de France, duc de Valois (16 juillet 1664 – 8 décembre 1666), fils de Philippe d'Orléans et d'Henriette d'Angleterre.
42. Princesse sans nom (mort-née le 9 juillet 1665), fille de Philippe d'Orléans et d'Henriette d'Angleterre.
43. Alexandre-Louis d'Orléans, petit-fils de France, duc de Valois (2 juin 1673 – 16 mars 1676), fils de Philippe d'Orléans et d'Élisabeth-Charlotte de Bavière.
44. Philippe d'Orléans, petit-fils de France, duc d'Orléans, régent de France (2 août 1674 – 2 décembre 1723), fils de Philippe d'Orléans et d'Élisabeth-Charlotte de Bavière.
45. Louis de France, dauphin de France (1er novembre 1661 – 14 avril 1711), fils de Louis XIV de France et de Marie-Thérèse d'Autriche.
46. Marie Anne Victoire de Bavière, dauphine de France (28 novembre 1660 – 20 avril 1690), première épouse de Louis de France.
47. Louis de France, duc de Bourgogne, dauphin de France (6 août 1682 – 18 février 1712), fils de Louis de France et de Marie Anne Victoire de Bavière.
48. Marie-Adélaïde de Savoie, duchesse de Bourgogne, dauphine de France (6 décembre 1685 – 12 février 1712), épouse de Louis de France.
49. Louis, fils de France, duc de Bretagne (25 juin 1704 – 13 avril 1705), fils de Louis de France et de Marie-Adélaïde de Savoie.
50. Louis de France, duc de Bretagne, dauphin de France (8 janvier 1707 – 8 mars 1712), fils de Louis de France et de Marie-Adélaïde de Savoie.
51. Charles, fils de France, duc de Berry (31 août 1686 – 4 mai 1714), fils de Louis de France et de Marie Anne Victoire de Bavière.
52. Marie-Louise-Élisabeth d'Orléans, petite-fille de France, duchesse de Berry (20 août 1695 – 20 juillet 1719), fille de Philippe d'Orléans, épouse de Charles de France.
53. Princesse sans nom (mort-née le 21 juillet 1711), fille de Charles de France et de Marie-Louise-Élisabeth d'Orléans.
54. Charles, petit-fils de France, duc d'Alençon (26 mars 1713 – 16 avril 1713), fils de Charles de France et de Marie-Louise-Élisabeth d'Orléans.
55. Marie Louise Élisabeth de France, petite-fille de France (16 juin 1714 – 17 juin 1714), fille de Charles de France et de Marie-Louise-Élisabeth d'Orléans.
56. Anne-Élisabeth, fille de France (18 novembre 1662 – 30 décembre 1662), fille de Louis XIV de France et de Marie-Thérèse d'Autriche.
57. Marie-Anne, fille de France (16 novembre 1664 – 26 décembre 1664), fille de Louis XIV de France et de Marie-Thérèse d'Autriche.
58. Marie-Thérèse, fille de France (2 janvier 1667 – 1er mars 1672), fille de Louis XIV de France et de Marie-Thérèse d'Autriche.
59. Philippe-Charles, fils de France, duc d'Anjou (5 août 1668 – 10 juillet 1671), fils de Louis XIV de France et de Marie-Thérèse d'Autriche.
60. Louis-François, fils de France, duc d'Anjou (14 juin 1672 – 4 novembre 1672), fils de Louis XIV de France et de Marie-Thérèse d'Autriche.
61. Élisabeth, fille de France, duchesse de Parme (14 août 1727 – 6 décembre 1759), fille de Louis XV de France et de Marie Leszczynska.
62. Henriette, fille de France (14 août 1727 – 10 février 1752), fille de Louis XV de France et de Marie Leszczynska.
63. Marie-Louise, fille de France (28 juillet 1728 – 19 février 1733), fille de Louis XV de France et de Marie Leszczynska.
64. Louis, dauphin de France (4 septembre 1729 – 20 décembre 1765), fils de Louis XV de France et de Marie Leszczynska. (Cœur uniquement, son corps se trouve dans la Cathédrale Saint-Étienne à Sens)
65. Marie Thérèse d'Espagne, dauphine de France (11 juin 1726 – 22 juillet 1746), première épouse de Louis de France.
66. Marie-Josèphe de Saxe, dauphine de France (4 novembre 1731 – 13 mars 1767), seconde épouse de Louis de France. (Cœur uniquement, son corps se trouve dans la Cathédrale Saint-Étienne à Sens)
67. Marie-Thérèse, fille de France (19 juillet 1746 – 27 avril 1748), fille de Louis de France et de Marie Thérèse d'Espagne.
68. Marie Zéphyrine, fille de France (26 août 1750 – 2 septembre 1755), fille de Louis de France et de Marie-Josèphe de Saxe.
69. Louis-Joseph-Xavier François , fils de France, duc de Bourgogne (13 septembre 1751 – 22 mars 1761), fils de Louis de France et de Marie-Josèphe de Saxe.
70. Xavier, fils de France duc d'Aquitaine (8 septembre 1753 – 22 février 1754), fils de Louis de France et de Marie-Josèphe de Saxe.
71. Philippe-Louis, fils  de France, duc d'Anjou (30 août 1730 – 7 avril 1733), fils de Louis XV de France et de Marie Leszczynska.
72. Adélaïde, fille de France (23 mars 1732 – 27 février 1800), fille de Louis XV de France et de Marie Leszczynska. Inhumée dans la cathédrale Saint-Juste à Trieste en Italie, elle fut ré-inhumée le 20 janvier 1817 dans la nécropole royale par ordre de Louis XVIII de France
73. Victoire, fille de France (11 mai 1733 – 7 juin 1799), fille de Louis XV de France et de Marie Leszczynska. Inhumée dans la cathédrale Saint-Juste à Trieste en Italie, elle fut ré-inhumée le 20 janvier 1817 dans la nécropole royale par ordre de Louis XVIII de France
74. Sophie, fille de France (27 juillet 1734 – 2 mars 1782), fille de Louis XV de France et de Marie Leszczynska.
75. Louise, fille de France (15 juillet 1737 – 23 décembre 1787), fille de Louis XV de France et de Marie Leszczynska. Inhumée au carmel de Saint-Denis, son corps fut ramené le 25 octobre 1793 dans la nécropole royale par les révolutionnaires
76. Louis-Joseph-Xavier de France, dauphin de France (22 octobre 1781 – 4 juin 1789), fils de Louis XVI de France et de Marie-Antoinette d'Autriche.
77. Marie Sophie Béatrice, fille de France (9 juillet 1786 – 19 juin 1787), fille de Louis XVI de France et de Marie-Antoinette d'Autriche.
78. Mademoiselle d’Artois, petite-fille  de France (5 août 1776 – 5 décembre 1783), fille de Charles X de France et de Marie-Thérèse de Savoie.
79. Charles-Ferdinand d'Artois, fils de France, duc de Berry (24 janvier 1778 – 14 février 1820), fils de Charles X de France et de Marie-Thérèse de Savoie.
80. Louise Isabelle d'Artois, petite-fille de France (13 juillet 1817 – 14 juillet 1817), fille de Charles-Ferdinand d'Artois et de Caroline de Bourbon-Siciles.
81. Louis d'Artois, prince du sang (mort-né le 13 septembre 1818), fils de Charles-Ferdinand d'Artois et de Caroline de Bourbon-Siciles.
82. Mademoiselle d'Angoulême, petite-fille  de France (6 janvier 1783 – 22 juin 1783), fille de Charles X de France et de Marie-Thérèse de Savoie.

### Serviteurs de la monarchie française inhumés à Saint-Denis
1. Suger de Saint-Denis, homme d'Église, homme d'État (1080/1081 – 13 janvier 1151)
2. Alphonse de Brienne, grand chambrier de France de Louis IX de France (1227 – 25 août 1270)
3. Pierre de Beaucaire, chambellan de Louis IX de France
4. Bertrand du Guesclin, comte de Longueville, connétable de France et de Castille (vers 1320 – 13 juillet 1380)
5. Jehan Pastoret, président du parlement de Paris sous Charles V de France, membre de la régence de Charles VI de France (1328–1405)
6. Bureau de La Rivière, chambellan de Charles V de France, conseiller de Charles VI de France (Mort le 16 août 1400)
7. Louis de Sancerre, maréchal de France, connétable de France (1341/1342 – 6 février 1402)
8. Guillaume de Chastel, chambellan de Charles VII de France
9. Arnault Guilhem de Barbazan, chambellan de Charles VII de France (1360–1431)
10. Gaspard IV de Coligny, comte puis duc de Coligny, maréchal de France (9 juin 1620 – 9 février 1649)
11. Jacques de Stuer de Caussade, marquis de Saint-Maigrin, lieutenant général (1616 – 2 juillet 1652)
12. Jean-François de Gondi, cardinal, archevêque de Paris, abbé de Saint-Denis (1584 – 21 mars 1654)
13. Henri de La Tour d'Auvergne, vicomte de Turenne, maréchal de France (11 septembre 1611 – 27 juillet 1675)
14. Louis V Joseph de Bourbon-Condé, prince de Condé, duc de Bourbon, d'Enghien et de Guise (9 août 1736 – 13 mai 1818), fils de Louis IV Henri de Bourbon-Condé et de Caroline de Hesse-Rheinfels-Rotenburg.
15. Louis VI Henri de Bourbon-Condé, prince de Condé, duc de Bourbon, d'Enghien et de Guise (13 avril 1756 – 27 août 1830), fils de Louis V Joseph de Bourbon-Condé et de Charlotte de Rohan.

## La profanation des tombes de la basilique durant la Révolution (1793)
Pour fêter la prise des Tuileries du 10 août 1792, lors de la séance du 31 juillet 1793, un conventionnel, Barère, demande que les mausolées soient tous détruits.
Dom Germain Poirier, ancien bénédictin de l'abbaye de Saint-Denis, est nommé commissaire de l'Institut, et à ce titre, chargé d'assister à l'exhumation. Le mois d'août doit être consacré à pratiquer l'exhumation des corps. Une décision non totalement appliquée puisqu'un conventionnel, Lequinio, dénonce son inapplication le 7 septembre 1793.
Les corps sont jetés dans deux fosses communes du cimetière attenant à la basilique vers le nord puis recouverts en partie de chaux vive, mais Alexandre Lenoir réussit à sauver les statues et gisants les plus précieux. Il les envoie à Paris, au dépôt des Petits-Augustins.
Dom Poirier a été le principal témoin oculaire de l'exhumation et de la profanation des tombeaux royaux (tout comme Alexandre Lenoir). Il a assisté à l'exhumation, une première fois en août 1793, notamment des tombeaux de :
- Philippe le Hardi et d'Isabelle d'Aragon ;
- Pépin le Bref ;
- Constance de Castille, femme de Louis VII ;
- Louis VI.

Mais, c'est lors de la deuxième vague de profanation (octobre 1793), qu'ont été véritablement réalisées les exhumations. Ci-dessous une liste des principaux personnages exhumés, selon le témoignage de dom Poirier.
12 octobre 1793
- Henri IV (roi de France)
- Henri de La Tour d'Auvergne (vicomte de Turenne), son corps fut exhumé le samedi 12 octobre 1793, exposé quelque temps puis transféré au Jardin des plantes de Paris, puis au Musée des monuments Français, et enfin sur ordre de Napoléon Ier à l'église Saint-Louis des Invalides

14 octobre 1793
- Louis XIII
- Louis XIV
- Marie de Médicis
- Anne d'Autriche
- Marie-Thérèse d'Espagne
- Gaston de France, fils d'Henri IV (roi de France)

16 octobre 1793
- Henriette-Marie de France, épouse de Charles Ier (roi d'Angleterre)
- Philippe d'Orléans, régent de France
- Louis XV
- Charles V le Sage
- Jeanne de Bourbon

17 octobre 1793
- Charles VI (roi de France)
- Isabeau de Bavière
- Charles VII (roi de France)
- Marie d'Anjou
- Marguerite de France, femme d'Henri IV
- François II (roi de France)
- Charles VIII (roi de France)

18 octobre 1793
- Henri II (roi de France)
- Catherine de Médicis
- Charles IX (roi de France)
- Henri III (roi de France)
- Louis XII
- Anne de Bretagne
- Jeanne II de Navarre, fille de Louis X
- Louis X
- Jean Ier le Posthume
- Hugues le Grand (duc des Francs), père de Hugues Capet
- Charles le Chauve

19 octobre 1793
- Philippe IV le Bel
- Dagobert
- Nantilde, femme de Dagobert Ier

20 octobre 1793
- Bertrand du Guesclin
- Bureau de La Rivière
- François Ier (roi de France)
- Louise de Savoie
- Claude de France
- Pierre de Beaucaire, chambellan de Louis IX
- Mathieu de Vendôme, abbé de Saint-Denis

21 octobre 1793
- Philippe V le Long
- Philippe VI de Valois

22 octobre 1793
- Barbazan, chambellan de Charles VII
- Louis II de Sancerre, connétable de Charles VI
- l'abbé Suger
- l'abbé Troon

24 octobre 1793
- Charles IV le Bel

25 octobre 1793
- Jean II le Bon
- Louise de France, fille de Louis XV, transférée depuis le couvent des Carmélites, maintenant le musée d'Art et d'Histoire de Saint-Denis

18 janvier 1794
- Marguerite de Flandre, fille de Philippe V

Dom Poirier avoue n'avoir pas retrouvé certains personnages comme le cardinal de Retz (mort en 1679) ou Alphonse de Brienne. Plusieurs corps sont retrouvés en état de putréfaction ou réduits en poussière. Le corps d’Henri IV (roi de France) est dans un si bon état de conservation qu’il est exposé aux passants, debout, durant quelques jours devant la basilique.

## Restauration de la nécropole royale
En 1816, Louis XVIII demanda à Alexandre Lenoir de remettre les personnages exhumés dans la basilique réhabilitée en 1816. Le 19 janvier 1817, Louis XVIII fit ramener les restes de ses prédécesseurs, récupérés dans les fosses, dans la crypte de la basilique, où ils sont rassemblés (car la chaux a empêché leur identification) dans un ossuaire scellé par des plaques de marbre sur lesquelles sont inscrits les noms des monarques.

## Tombeaux de la nécropole subsistants

### Tombeaux royaux à effigies symboliques
- Dalle funéraire de Clovis Ier, roi des Francs
- Dalle funéraire de Childebert Ier, fils de Clovis Ier, roi de Paris et Orléans
- Dalle funéraire de Clovis II du XIIe siècle roi de Neustrie et de Bourgogne
- Dalle funéraire de Frédégonde, reine de Neustrie

Vers 1260, saint Louis fit exécuter en série des gisants de tous ses prédécesseurs depuis le VIIe siècle, qui sont purement symboliques mais révélateurs de la façon dont étaient représentés les personnages royaux  dans la statuaire du milieu du XIIIe siècle.
- Mausolée de Dagobert Ier (629–639)
- Tombeaux de Pépin le Bref (751–768) et de son épouse Bertrade de Laon
- Tombeau de Carloman Ier (768–771)
- Tombeau d'Ermentrude, première femme de Charles II le Chauve
- Tombeau de Louis III (879–882)
- Tombeau de Carloman II (879–884)
- Tombeaux de Robert II (996–1031) et de sa troisième épouse Constance d'Arles
- Tombeau de Henri Ier (1031–1060)
- Tombeau de Louis VI le Gros (1108–1137)
- Tombeau de la seconde épouse de Louis VII, Constance de Castille (v. 1136-1160)
- Tombeau de Blanche de Castille (1188–1252), épouse de Louis VIII

### Tombeaux royaux à effigies réalistes

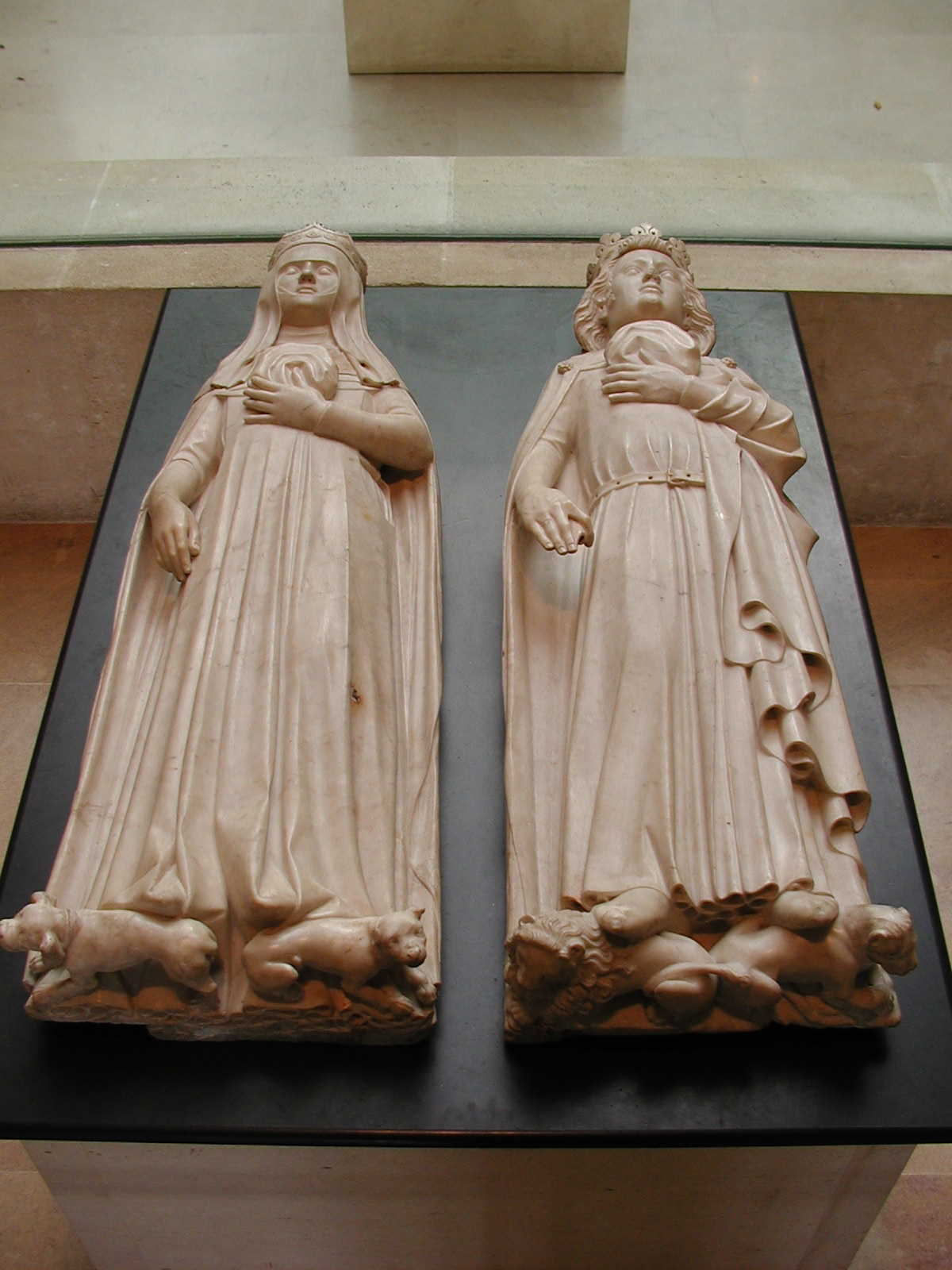
Tombeaux de Jeanne d'Évreux et de Charles IV le Bel.

À partir de Philippe III le Hardi, décédé en 1285, apparaît le souci de ressemblance dans la représentation des gisants.
- Tombeaux de Philippe III le Hardi (1270–1285) et de son épouse Isabelle d'Aragon
- Tombeau de Philippe IV le Bel (1285–1314)
- Tombeaux de Louis X le Hutin (1314–1316) et de sa seconde épouse Clémence de Hongrie
- Tombeau de Jean Ier le Posthume (1316)
- Tombeau de Philippe V le Long (1316–1322)
- Tombeaux de Charles IV le Bel (1322–1328) et de sa troisième épouse Jeanne d'Évreux
- Tombeaux de Philippe VI de Valois (1328–1350) et de sa seconde épouse Blanche de Navarre
- Tombeau de Jean II le Bon (1350–1364)
- Tombeaux de Charles V le Sage (1364–1380) et de son épouse Jeanne de Bourbon
- Tombeaux de Charles VI (1380–1422) et de son épouse Isabeau de Bavière

### Mausolées royaux de la Renaissance

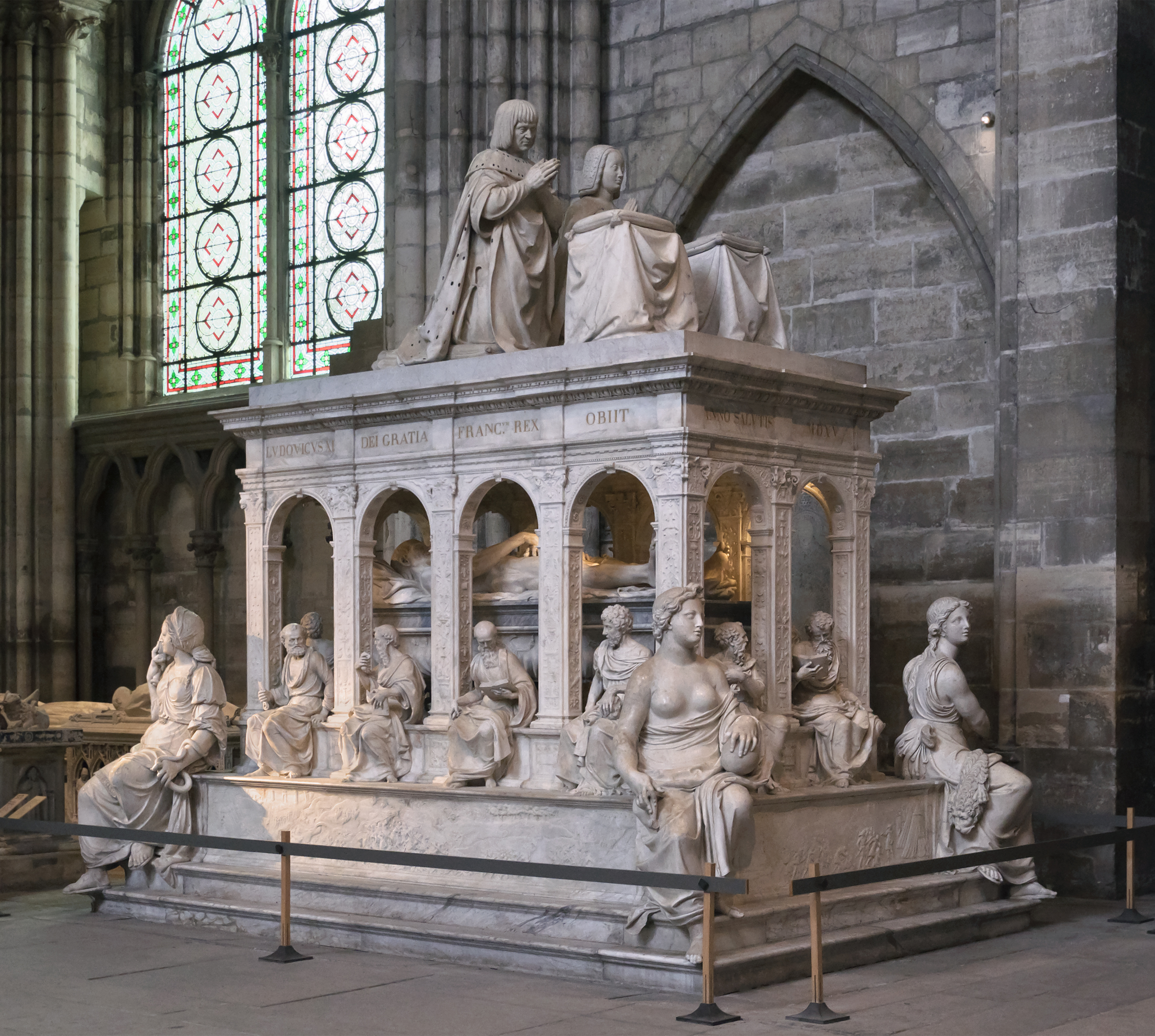
Mausolée de Louis XII et d'Anne de Bretagne.

Les tombeaux deviennent très imposants et d'une décoration somptueuse. Les mausolées se présentent alors sur deux étages présentant deux visions opposées : à l'étage supérieur, le roi et la reine sont en costume d'apparat et agenouillés (orant), alors qu'à l'étage inférieur, les souverains sont représentés dans la rigidité cadavérique et sans vêtement (transi), ce qui en donne une vision extrêmement réaliste.
- Mausolée de Louis XII (1498–1515) et Anne de Bretagne, réalisé par les frères Juste.
- Mausolée de François Ier (1515–1547) et Claude de France, réalisé par Philibert Delorme et Pierre Bontemps. C'est une sorte d'arc de triomphe à l'antique, délicatement ciselé, dont le socle porte de remarquables bas-reliefs dont la bataille de Marignan.
- Mausolée de Henri II (1547–1559) et Catherine de Médicis, réalisé sous la direction du Primatice . Catherine de Médicis qui fut horrifiée en voyant sa représentation mortuaire telle que le voulait la tradition, commanda un second transi à Germain Pilon, où le sommeil se substitue à la mort.
- Deuxième tombeau d'Henri II et de Catherine de Médicis. Provenant de la Rotonde des Valois, ces gisants en marbre, sculptés par Germain Pilon, reproduisent les effigies funéraires en cire et en bois présentées sur les lits de parade à la mort des souverains. Ainsi Henri II et Catherine de Médicis sont les seuls souverains français à avoir deux tombeaux.

### Tombeaux de la crypte royale
Dans la crypte royale de 1815 à 1830 ont continué d'être inhumés les souverains et princes du sang morts après la Révolution ainsi que ceux morts plus tôt et transférés depuis d'autres lieux sous la Restauration. Il s'agit de : 
- Louis VII le Jeune (1137–1180) qui était inhumé à l'abbaye cistercienne de Notre-Dame de Barbeau et qui fut transféré le 30 juin 1817 à la basilique de Saint-Denis à la demande de Louis XVIII
- Louis XVIII (1814–1824) inhumé dans la basilique à sa mort en 1824
- Louise de Lorraine-Vaudémont, reine de France (1553–1601), épouse d'Henri III, réinhumée le 16 janvier 1817 sur ordre de Louis XVIII[3]
- Louis XVI (1774–1792) et de son épouse Marie-Antoinette d'Autriche inhumés dans la basilique le 21 janvier 1815 après leur exhumation du cimetière de la Madeleine
- Adélaïde de France (1732-1800) et Victoire de France (1733-1799), toutes deux filles de Louis XV, d'abord inhumées en exil à Trieste
- Louis V Joseph de Bourbon-Condé (1736-1818) petit-fils de Louis XIV, inhumé là à sa mort en 1818
- Louis VI Henri de Bourbon-Condé (1756-1830) fils du précédent, inhumé là à sa mort en 1830
- Charles-Ferdinand d'Artois (1778-1820), second fils de Charles X, inhumé là à sa mort en 1820
- Louise-Isabelle d'Artois (1817) et Louis d'Artois (1818), fille et fils du précédent, tous deux morts durant leur première année.

Se trouvait aussi au fond de cette crypte une armoire à cœur ainsi qu'une boîte contenant des ossements présumés de nombreux souverains.
En 1970, les cercueils des princes et princesses du sang, la boîte d'ossements et l'armoire à cœurs sont descendues dans une nouvelle crypte située juste en dessous de l'ancienne salle voûtée du caveau royal. Six tombes (dont l'une est vide), chacune fermée par une dalle noire, sont aménagées dans l'ancienne crypte royale et les 5 rois et reines qui s'y trouvaient (Louis VII, Louise de Lorraine, Louis XVI, Marie-Antoinette et Louis XVIII) y sont inhumés.
À proximité, la chapelle des Bourbons contient des cénotaphes réalisés au XIXe siècle en l'honneur des Bourbons. Y est entreposé, dans un vase translucide, le cœur de Louis XVII.

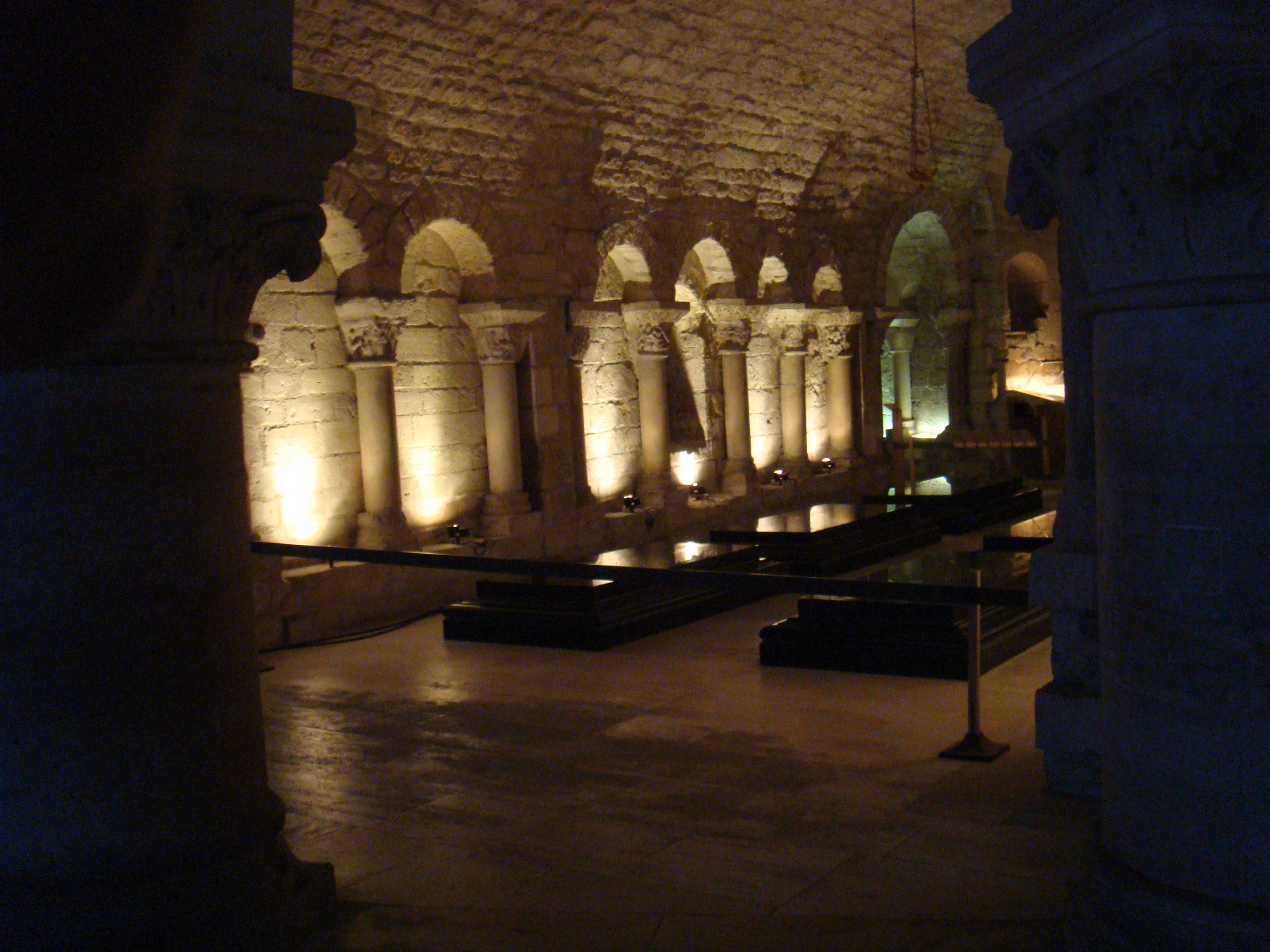
Le caveau des Bourbons (basilique Saint-Denis).
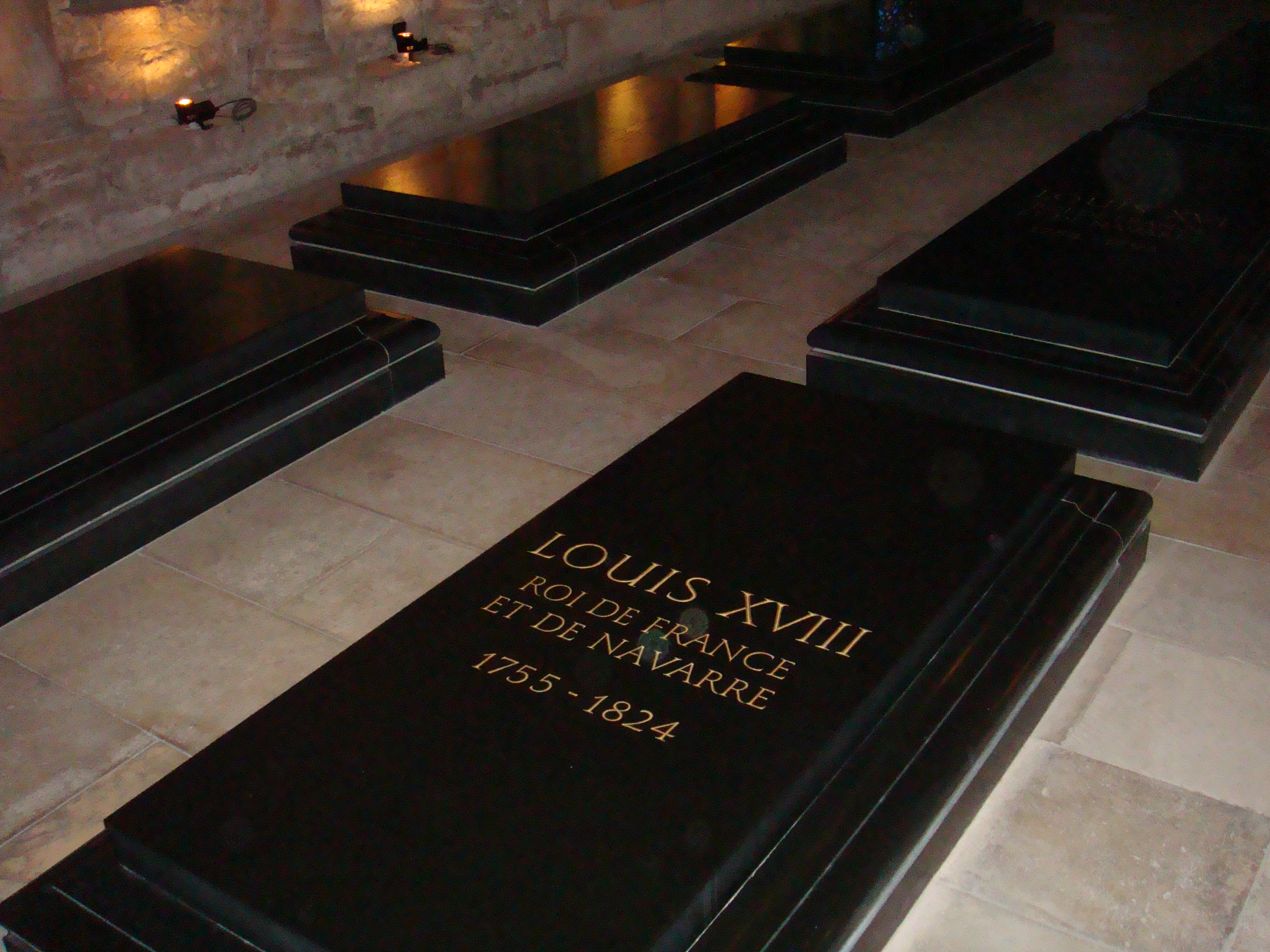
Tombe de Louis XVIII (basilique Saint-Denis).
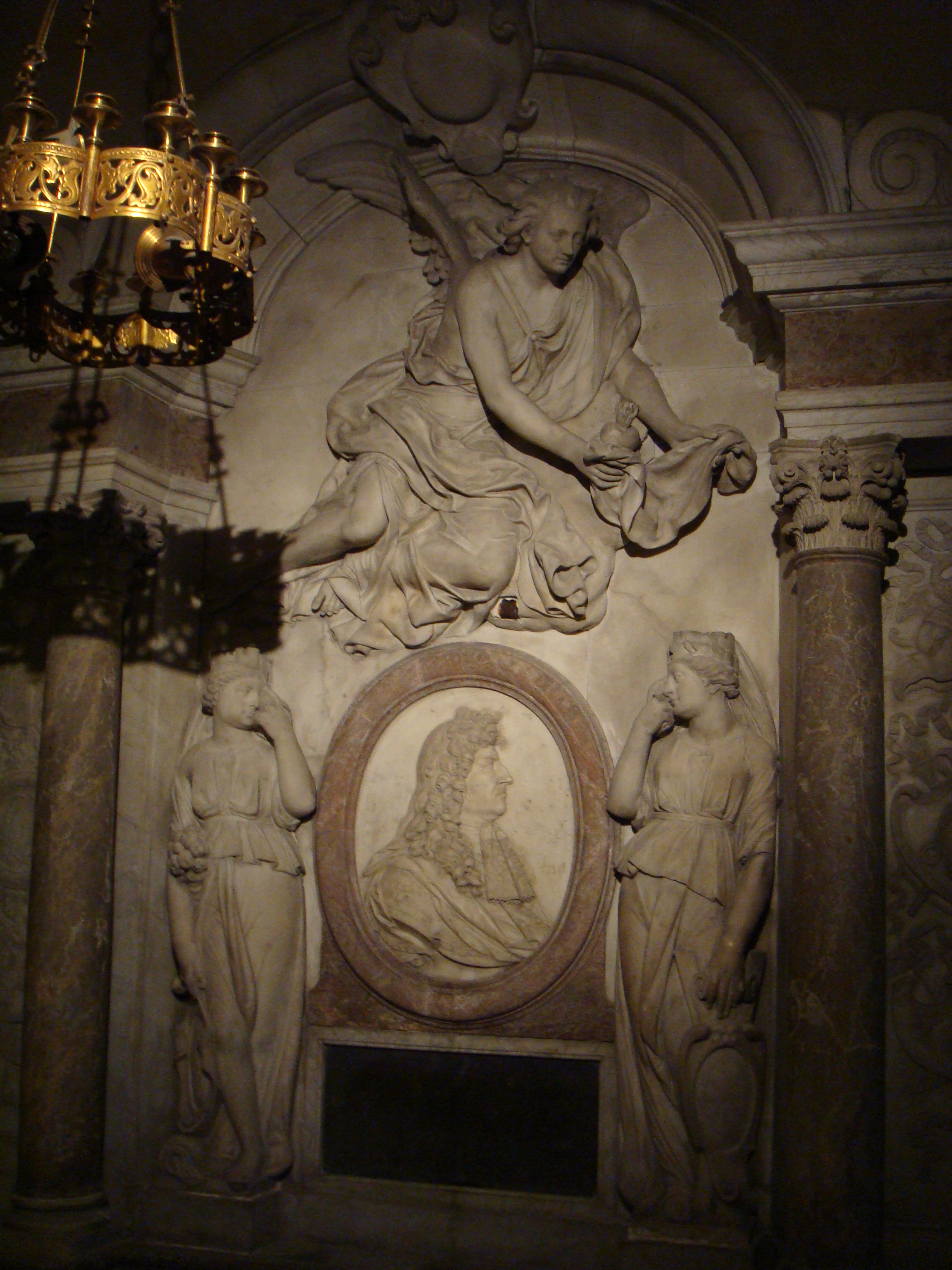
Cénotaphe de Louis XIV (basilique Saint-Denis).
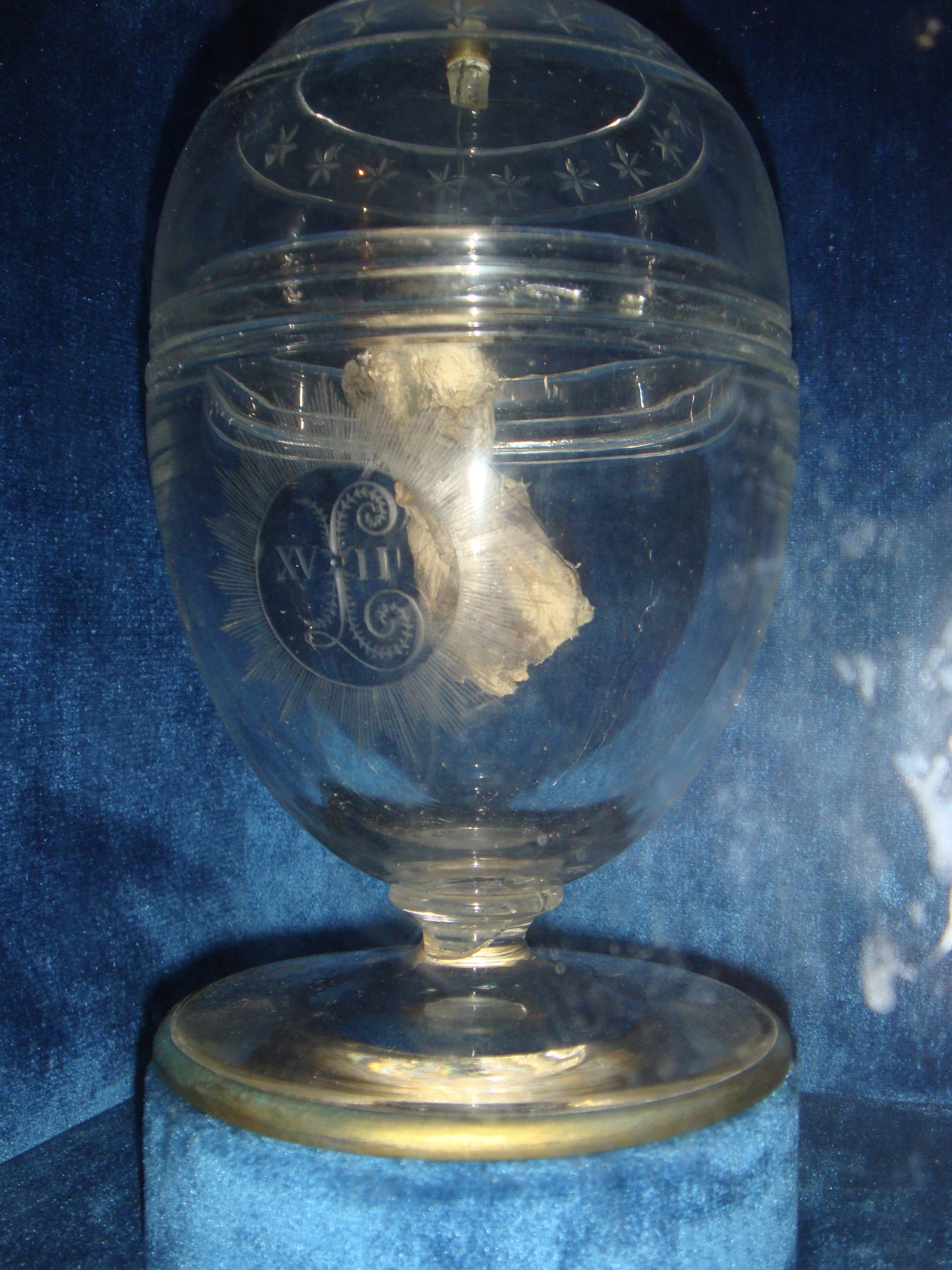
Cœur de Louis XVII (basilique Saint-Denis).

### Tombeaux de souverains transférés à Saint-Denis
Les gisants de plusieurs souverains non inhumés à Saint-Denis y furent transférés :
- gisant de Clovis Ier ;
- gisant de Childebert Ier en provenance de l'abbaye de Saint-Germain-des-Prés où il fut inhumé en 558 ;
- dalle funéraire de Frédégonde en provenance de l'abbaye de Saint-Germain-des-Prés où elle fut inhumée en 597 ;
- gisant de Léon VI, roi d'Arménie de la famille française de Lusignan, inhumé au couvent des Célestins à Paris.

### Tombeaux de princes et princesses de France

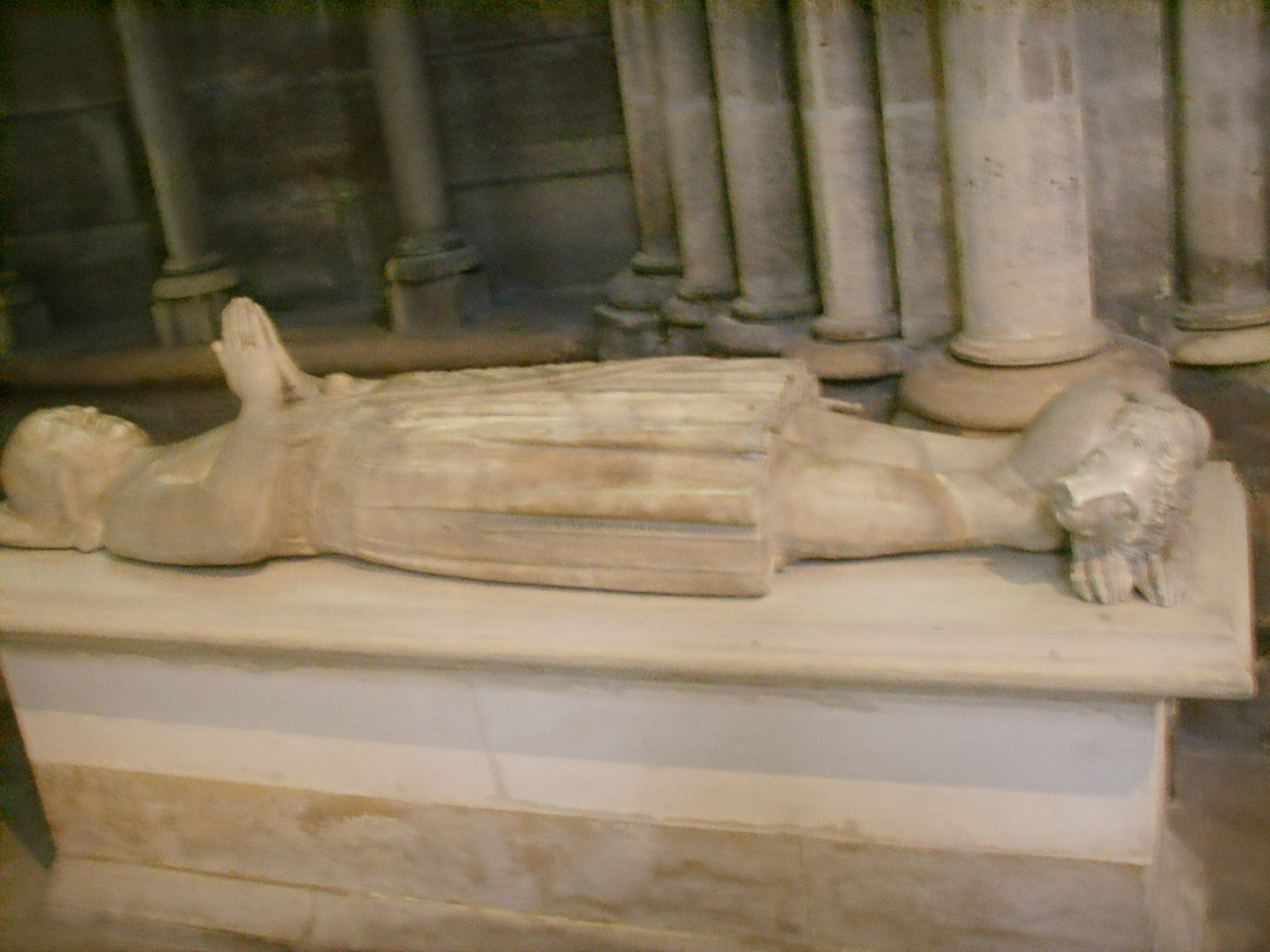
Tombeau de Charles de Valois.

- Tombeaux de Louis d'Orléans le second fils de Charles V, de son épouse Valentine de Milan, et de leurs deux fils, Charles d'Orléans père de Louis XII et Philippe d'Orléans
- Tombeau de Charles d'Etampes
- Tombeau de Marguerite, fille de Philippe V
- Tombeau de Charles Martel, fondateur de la dynastie carolingienne
- Tombeau de Léon de Lusignan, dernier roi d'Arménie, mort en exil à Paris
- Tombeaux de Charles de Valois, frère de Philippe VI, et de son épouse Marie d'Espagne
- Tombeau de Blanche de Bretagne, épouse de Philippe d'Artois
- Tombeau de Robert d'Artois, inhumé dans l'église des Cordeliers de Paris[4], tombeau transféré à Saint-Denis au XIXe siècle
- Tombeau de Blanche de France, duchesse d'Orléans, morte en 1393, une fille de Charles IV et de Jeanne d'Évreux
- Tombeau de Louis de France, aîné des fils de Saint-Louis
- Tombeau de Philippe de France (mort en 1285)
- Tombeau de Blanche de France (morte en 1320)
- Tombeau de Louis et Philippe (morts en 1272)
- Tombeau de Charles d'Anjou, frère de Saint Louis
- Tombeau de Charles de Valois, frère de Philippe IV et père de Philippe VI
- Tombeau de Jeanne de France, fille de Philippe VI
- Tombeaux de Louis de France fils de Philippe III, et de son épouse Marie de Brabant
- Tombeau de Jeanne de France, fille de Louis
- Tombeau de Philippe, fils aîné de Louis VI

### Tombeaux de serviteurs de la monarchie française
- Tombeau de Bertrand du Guesclin

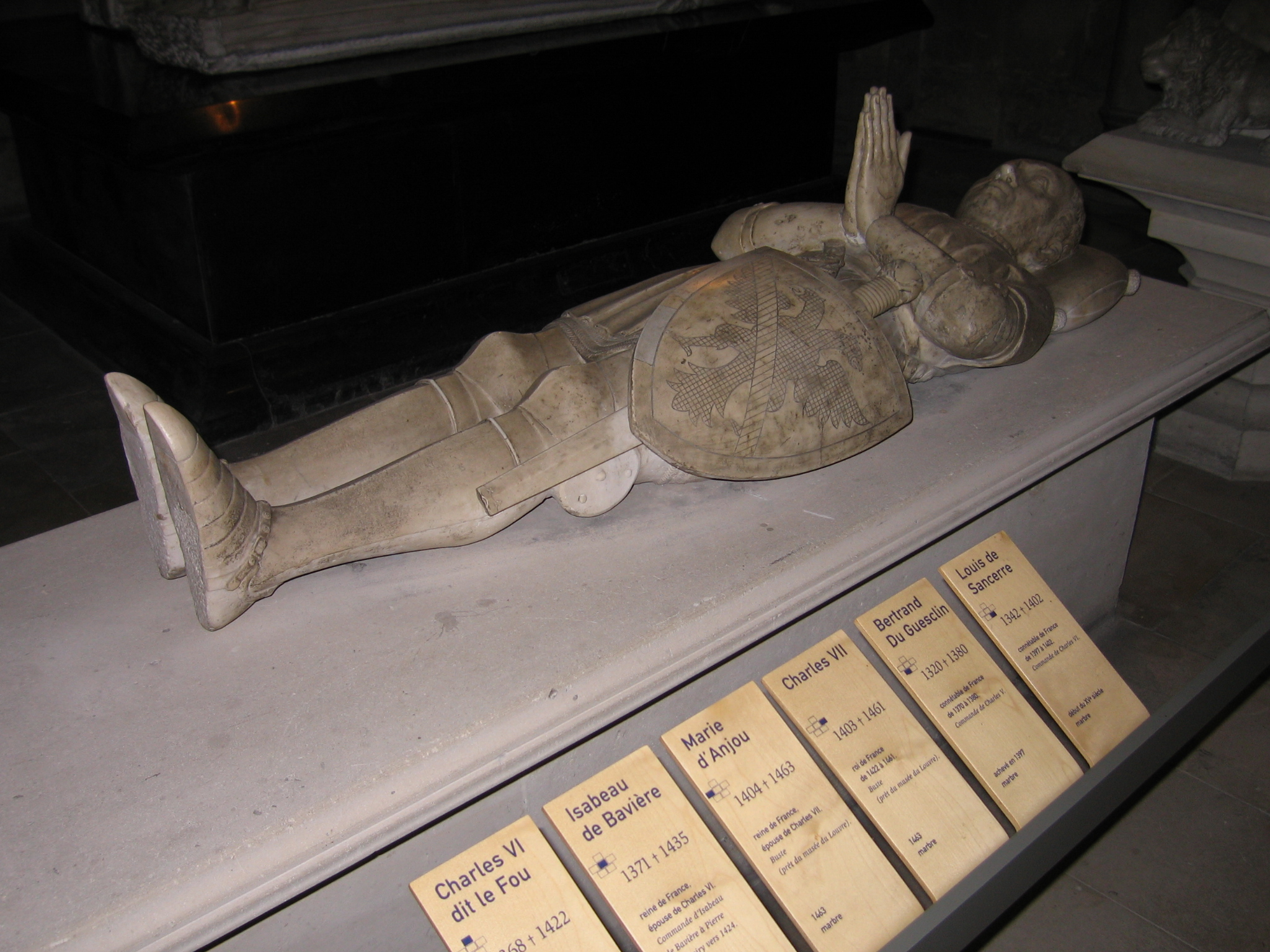
Tombeau de Bertrand du Guesclin.

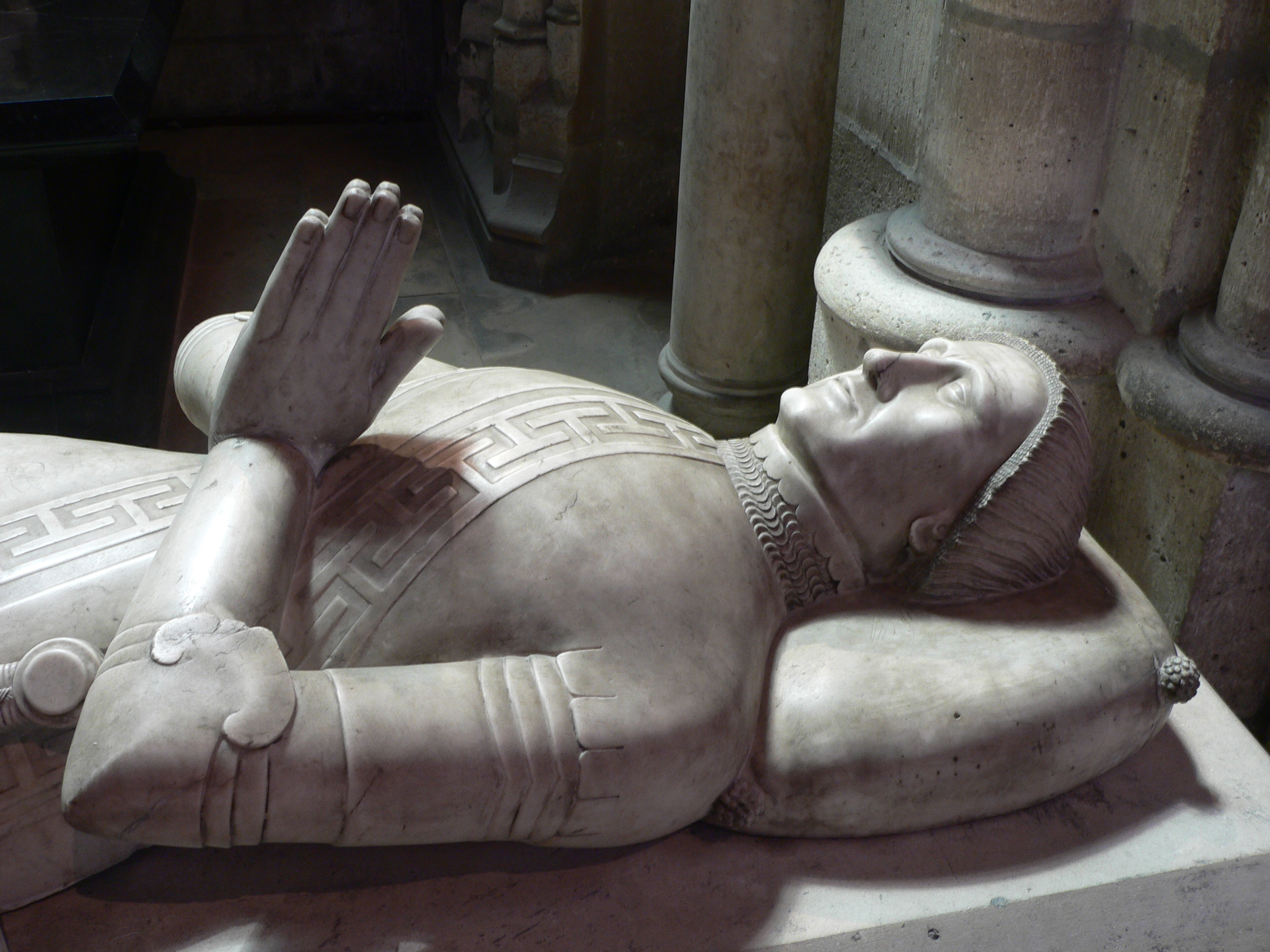
Tombeau de Louis de Sancerre.

- Tombeau de Louis de Sancerre, connétable de France sous Charles VI
- Tombeau de Guillaume de Chastel, chambellan de Charles VII

## Tombeaux de la nécropole détruits

### Tombeaux détruits lors de la guerre de Cent Ans
- Philippe Auguste (1180–1223)
- Louis VIII le Lion (1223–1226)
- Saint Louis (1226–1270) et son épouse Marguerite de Provence.

### Tombeaux principaux détruits lors de la Révolution française
- Charles II le Chauve (843–877)
- Eudes (888–898)
- Hugues Capet (987–996)
- Jeanne de Bourgogne première épouse de Philippe VI
- Charles VII le Victorieux (1422–1461) et son épouse Marie d'Anjou
- Charles VIII l'Affable (1483–1498)
- François II (1559–1560)[réf. nécessaire]
- Charles IX (1560–1574)[réf. nécessaire]
- Henri III (1574–1589) et son épouse Louise de Lorraine-Vaudémont[réf. nécessaire]
- Henri IV le Grand (1589–1610) et ses épouses Marguerite de Valois et Marie de Médicis[réf. nécessaire]
- Louis XIII le Juste (1610–1643) et son épouse Anne d'Autriche[réf. nécessaire]
- Louis XIV le Grand (1643–1715) et son épouse Marie-Thérèse d'Autriche[réf. nécessaire]
- Louis XV le Bien-Aimé (1715–1774) et son épouse Marie Leszczyńska.[réf. nécessaire]